# Văn hóa Triều Tiên

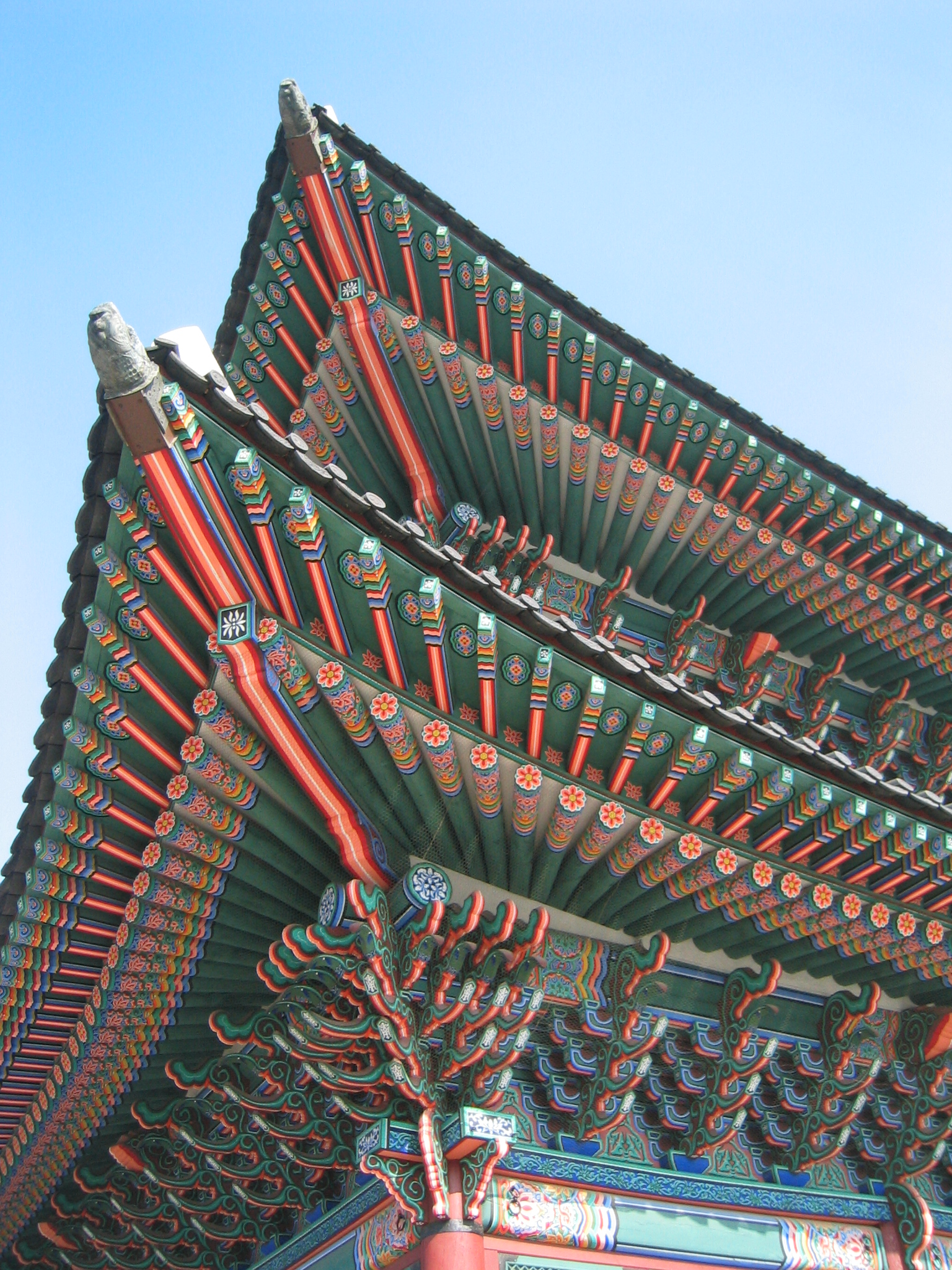
Dancheong, họa tiết trang trí ở Gyeongbokgung.

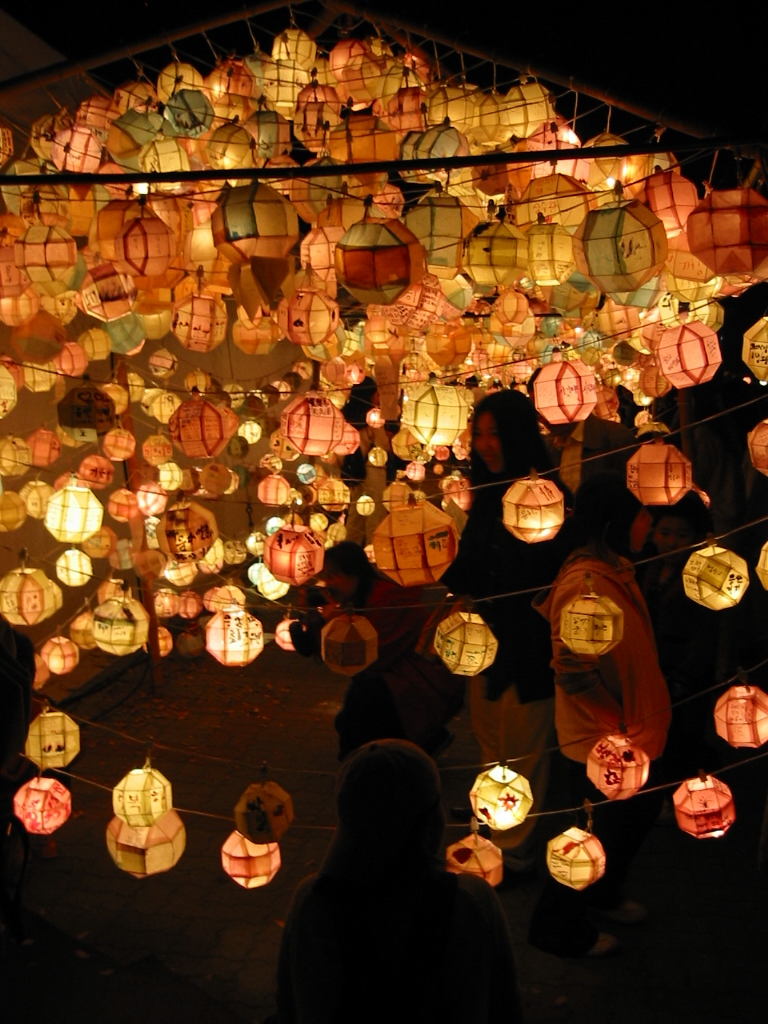
Lễ hội đèn lồng hoa sen.

Sự phân tách Triều Tiên thành hai chính thể: Đại Hàn Dân Quốc (còn gọi là Hàn Quốc hoặc Nam Hàn) và Cộng hòa Dân chủ Nhân dân Triều Tiên (còn gọi là Triều Tiên hoặc Bắc Triều Tiên) đã dẫn đến sự phân kỳ trong nền văn hóa Triều Tiên/Hàn Quốc hiện đại, tuy nhiên, nền văn hóa truyền thống của Triều Tiên trong lịch sử là do cả hai quốc gia đóng góp và hình thành nên, với bề dày hơn 5000 năm tuổi và được xem là một trong những nền văn hóa cổ nhất thế giới.

## Nghệ thuật truyền thống

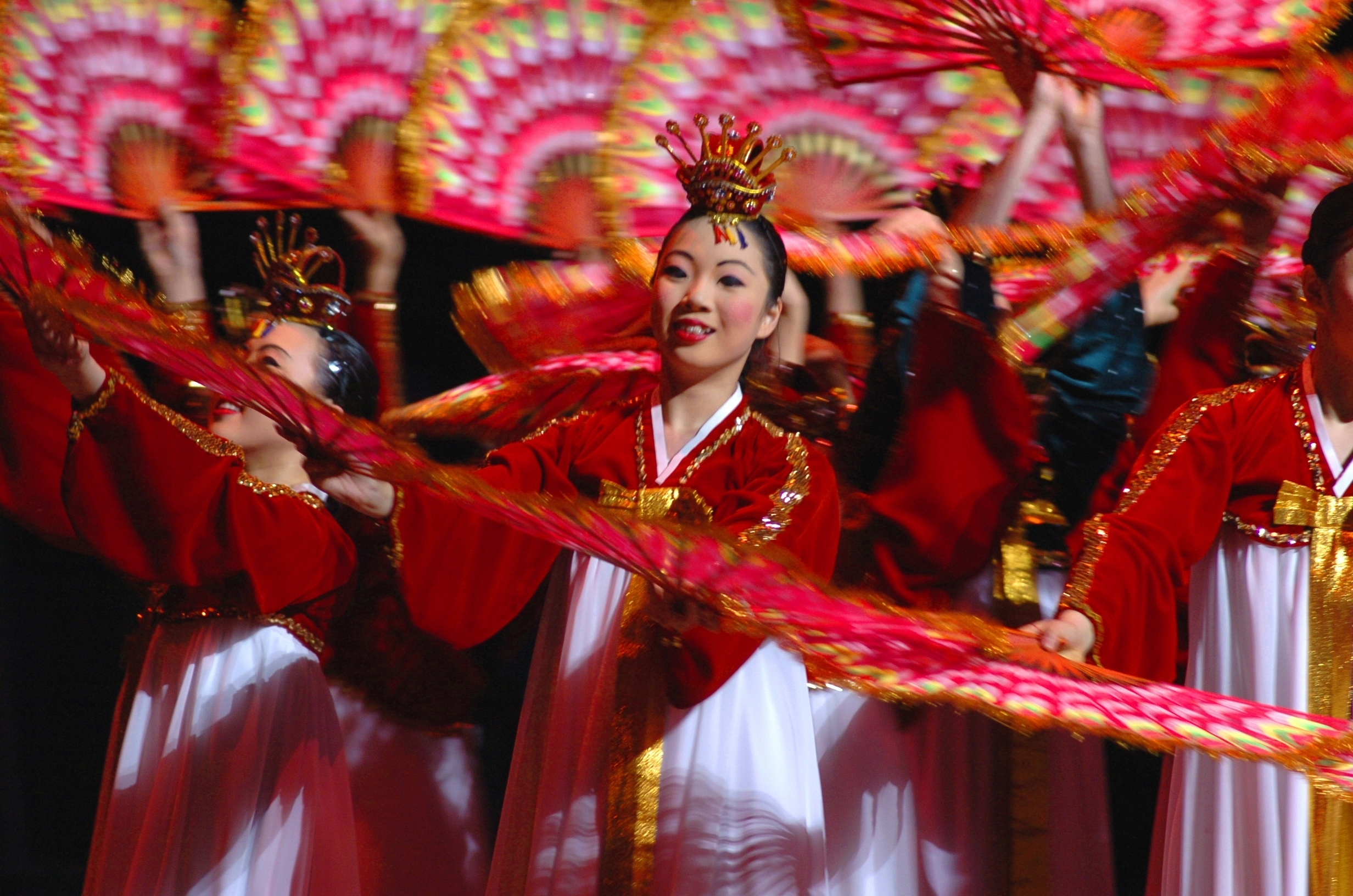
Biểu diễn múa truyền thống Buchaecum tại Seoul.

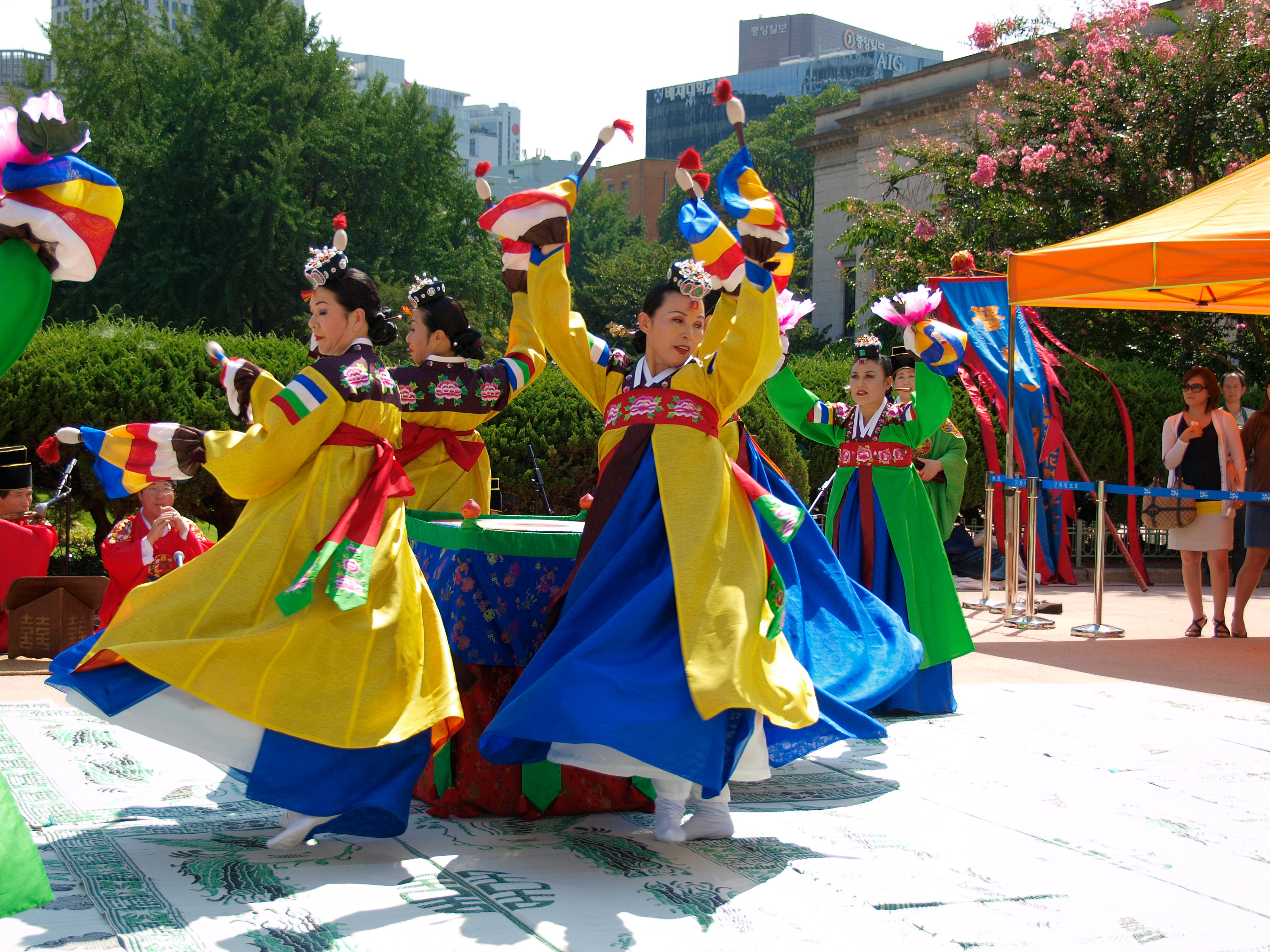
Điệu múa cung đình hoàng gia Jinju pogurakmu.

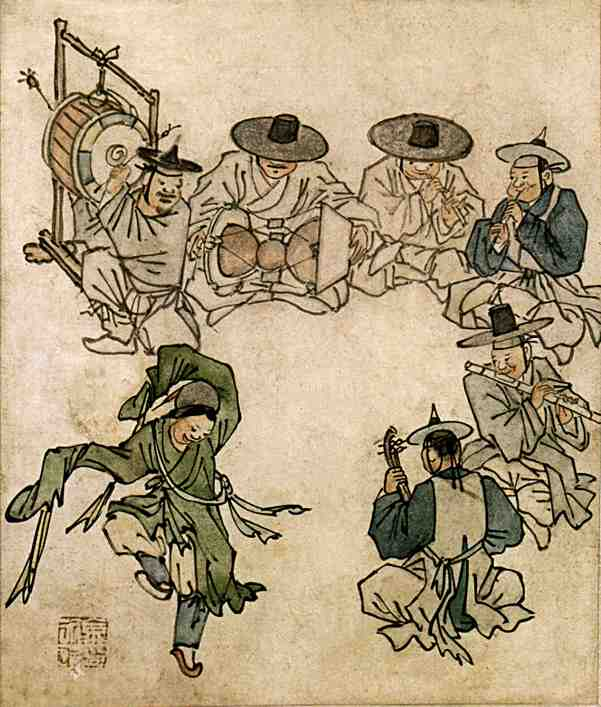
"Đứa trẻ nhảy múa" - tác phẩm của Danwon năm 1780.

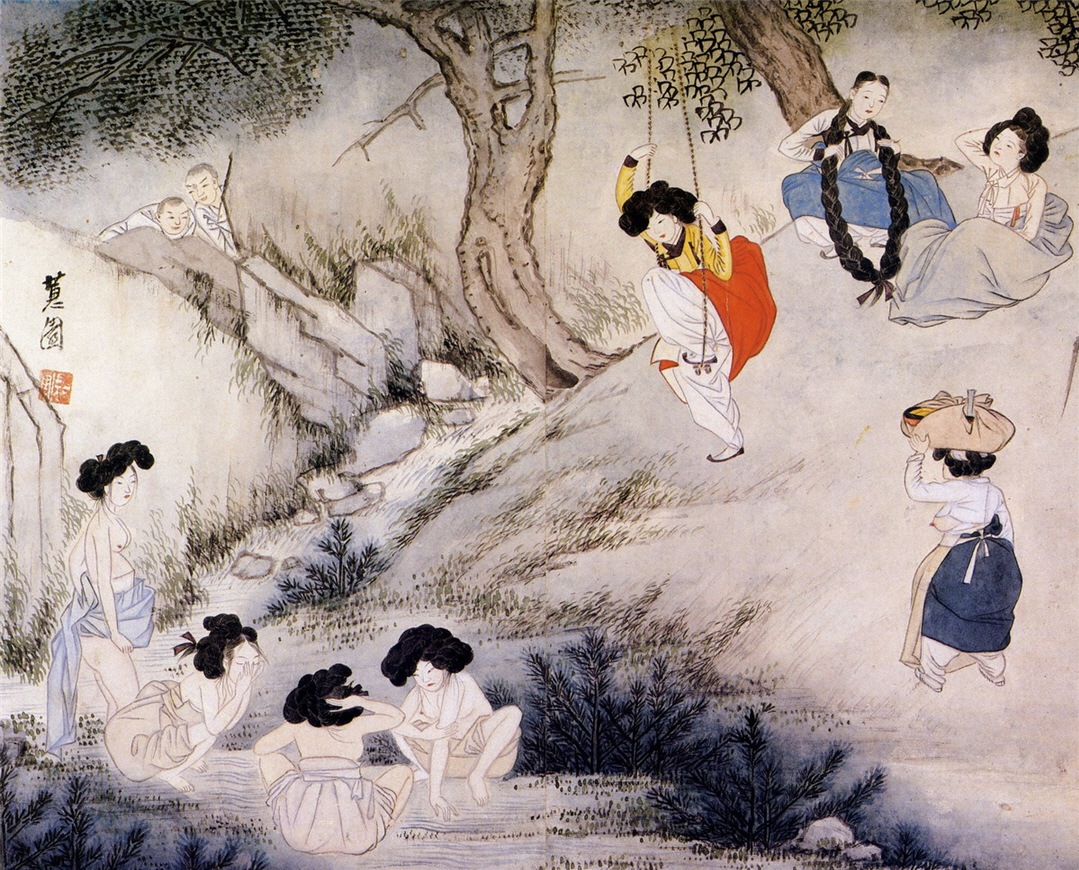
Một cảnh trong ngày lễ hội Dano.

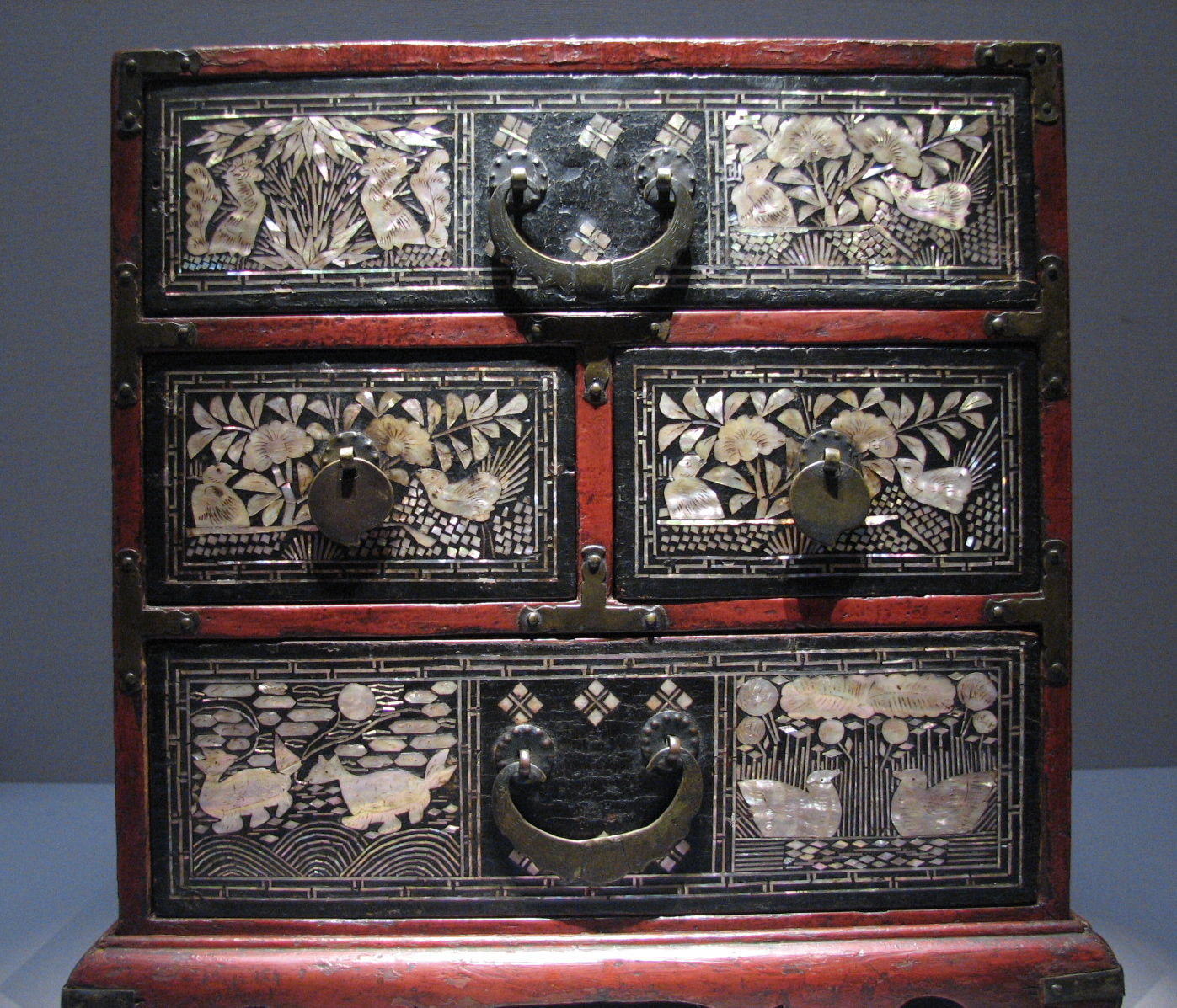
Tủ ngăn kéo cẩn ngọc trai tại Bảo tàng Quốc gia Triều Tiên ở Seoul.

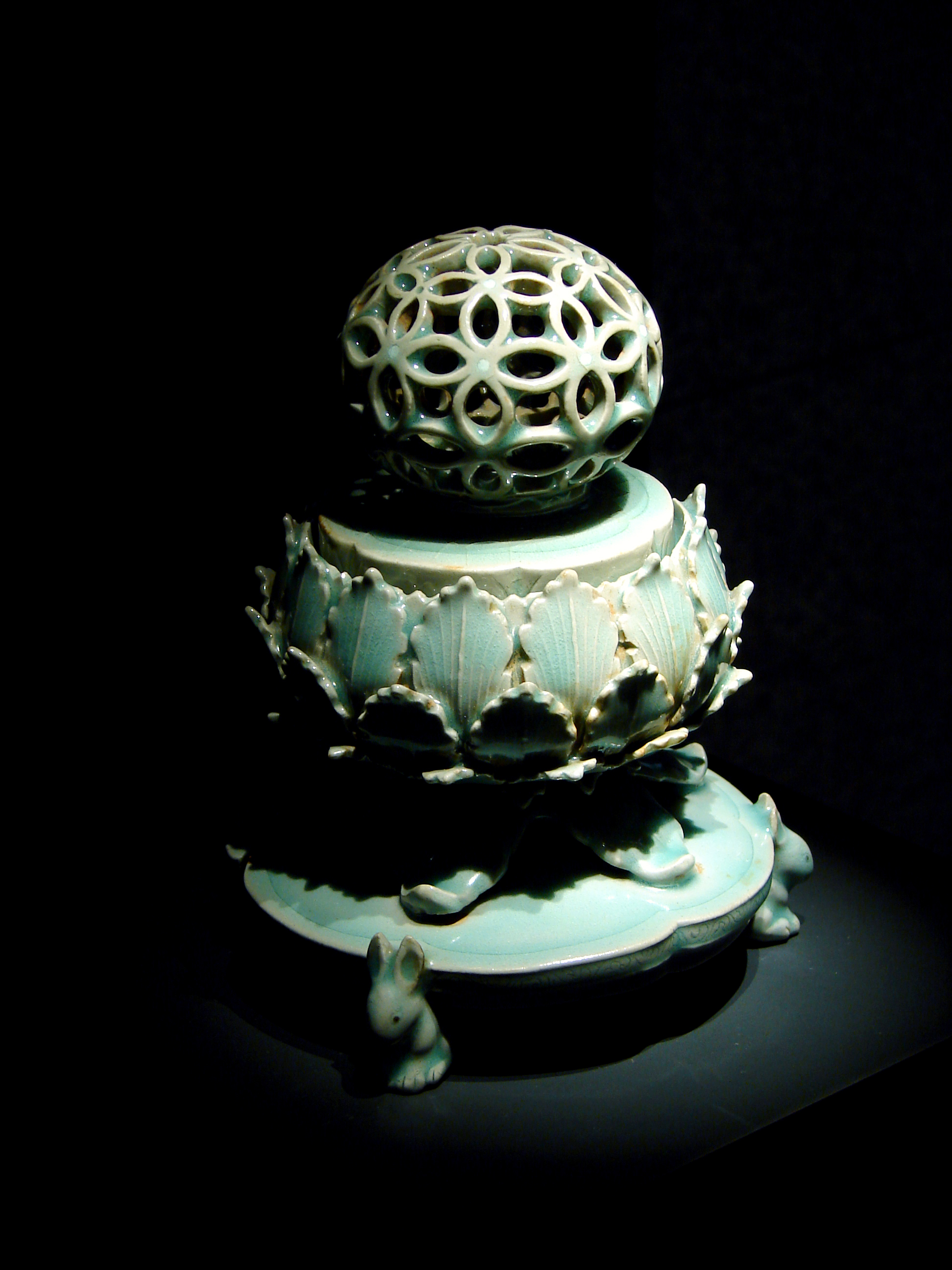
Một lư hương men ngọc từ triều đại Cao Ly được tráng men sứ xanh Triều Tiên.

### Múa
Cũng như âm nhạc, điệu múa cùng đình và điệu múa dân gian có sự khác biệt. Jeongjaemu là điệu múa cung đình thông thường, được biểu diễn tại các buổi tiệc chiêu đãi, trong khi đó, ilmu là điệu múa được biểu diễn tại các buổi nghi lễ Nho giáo. Jeongjaemu được chia thành điệu múa bản xứ (hyangak jeongjae) và điệu múa có hình thức bắt nguồn từ Trung Quốc (dangak jeongjae). Ilmu được chia thành điệu múa dân chúng (munmu) và múa quân đội (mumu). Genja là một loại trang phục truyền thống đặc biệt dành cho phụ nữ mặc vào những dịp lễ hội.
Nghệ thuật múa truyền thống cung đình được phản ánh trong nhiều tác phẩm đương đại.

### Tranh ảnh
Các bản vẽ đầu tiên được tìm thấy trên bán đảo Triều Tiên là những bản khắc đá thời tiền sử. Các kỹ thuật khác nhau đã xuất hiện cùng với sự xuất hiện của Phật giáo từ Trung Quốc. Những kỹ thuật này nhanh chóng biến thành kỹ thuật chính thống, tuy nhiên kỹ thuật bản địa vẫn còn sống sót.
Các tác phẩm có một xu hướng tự nhiên phổ biến là thiên về những chủ đề như phong cảnh thực tế, hoa và các loài chim. Mực là vật liệu thông dụng nhất được sử dụng và được vẽ trên giấy dâu tằm hoặc lụa.
Vào thế kỷ 18, các kỹ thuật bản địa đã được nâng cao, đặc biệt trong thư pháp và nghệ thuật khắc dấu.
Tác phẩm nghệ thuật chịu ảnh hưởng của truyền thống và hiện thực ở CHDCND Triều Tiên. Ví dụ, bức ảnh "Giờ nghỉ của các công nhân sắt" miêu tả những người đàn ông cơ bắp nhỏ giọt mồ hôi và nước uống từ ly thiếc tại một xưởng đúc ngột ngạt. "Đỉnh Chonnyo núi Kumgang " của họa sĩ Jeong Son là một tác phẩm cảnh quan cổ điển Hàn Quốc, thể hiện những vách đá cao chót vót bao phủ sương mù.

### Thủ công mỹ nghệ
Có một hệ thống thủ công mỹ nghệ độc nhất sản xuất tại Triều Tiên. Hầu hết sản phẩm thủ công mỹ nghệ được tạo ra phục vụ cho mục đích sử dụng hàng ngày, thông thường ưu tiên công năng sử dụng thực tế hơn là tính thẩm mỹ. Theo truyền thống, kim loại, gỗ, vải, sơn mài và đất nung là các vật liệu chính được sử dụng nhiều nhất, sau đó là thủy tinh, da hoặc giấy cũng được sử dụng tuy không thường xuyên.
Thủ công mỹ nghệ cổ, chẳng hạn như đồ gốm màu đỏ và đen, cũng có những nét tương tự như nền văn hóa đồ gốm của Trung Quốc dọc theo sông Hoàng Hà. Tuy nhiên, các di vật tìm thấy của thời đại đồ đồng lại đặc biệt và phức tạp hơn.
Nhiều tác phẩm thủ công mỹ nghệ tinh vi và phức tạp đã được khai quật, bao gồm mũ miện thiếp vàng, đồ gốm hoa văn, chậu hoặc đồ trang trí. Trong thời kỳ Cao Ly, đồng thiếc được sử dụng tiến bộ hơn. Đồng thau là loại đồng có thành phần 1/3 kẽm, đã trở thành vật liệu đặc biệt phổ biến. Tuy nhiên, các triều đại nổi tiếng với việc sử dụng đồ tráng men ngọc bích.
Trong thời kỳ Nhà Triều Tiên, thủ công mỹ nghệ phổ biến được làm bằng sứ và phủ lên lớp men xanh. Nghề thủ công gỗ cũng có nhiều tiến triển trong giai đoạn này. Điều này tạo nên nhiều sản phẩm phần đồ đạc tinh vi như tủ áo, rương, bàn hay ngăn kéo.

### Đồ gốm
Việc sử dụng đất nung trên bán đảo Triều Tiên bắt nguồn từ thời đồ đá mới. Lịch sử đồ gốm sứ Triều Tiên kéo dài, phát triển từ giai đoạn sử dụng đất sét theo phương pháp truyền thống để tạo ra các hiện vật cúng tế và điêu khắc. Trong thời kỳ Tam Quốc (Triều Tiên), đồ gốm đã có những tiến triển tại Tân La. Đồ gốm được nung bằng lửa điôxit, tạo nên những khác biệt màu men xám và xanh dương. Bề mặt sản phẩm được chạm nổi với các mẫu hình học trang trí khác nhau.
Trong thời Cao Ly, men ngọc bích trở nên phổ biến hơn. Vào thế kỷ 12, phương pháp khảm tinh vi đã được phát minh, cho phép tạo nên những trang trí sắc sảo với nhiều màu sắc khác nhau. Evelyn McCune đã nói về nghệ thuật Triều Tiên: "Trong thế kỷ 12, việc sản xuất đồ gốm đã đạt đến đỉnh cao của độ tinh tế. Một vài loại hình xuất hiện đồng thời trong khoảng thời gian đầu của thế kỷ, một trong số đó là đồ khảm phải được xem là một phát minh của Triều Tiên." Cả Trung Quốc lẫn Nhật Bản đều không sản xuất men ngọc dát, điều này chỉ có duy nhất ở đồ gốm thời Cao Ly.
William Bowyer Honey, làm việc tại Bảo tàng Victoria và Albert ở Anh, sau Chiến tranh thế giới thứ hai đã ghi lại rằng: "Đồ gốm Triều Tiên chất lượng nhất không chỉ đơn thuần là những sản phẩm nguyên thủy đầu tiên mà còn là những đồ gốm tốt nhất và không hề chịu ảnh hưởng bởi những nền văn hóa khác từng được tạo ra. Chúng hội tụ đầy đủ những chất lượng mà đồ gốm có thể có. Trên thực tế, đồ gốm Triều Tiên đã vươn đến tầm cao mà ngay cả đồ gốm Trung Quốc cũng khó đạt được."
Đồ sứ trắng trở nên phổ biến trong thế kỷ 15. Chúng nhanh chóng vượt qua sứ men ngọc. Sứ trắng thường được sơn hoặc trang trí bằng đồng.
Cùng với những cuộc xâm lược Nhật Bản sang Triều Tiên trong thế kỷ 16, nhiều thợ gốm bị bắt đưa sang Nhật Bản và từ đó chịu ảnh hưởng gốm sứ Nhật Bản. Nhiều đồ gốm Nhật Bản gia dụng ngày nay có nguồn gốc nghệ thuật và tổ tiên từ hàng ngàn thợ làm gốm Triều Tiên mà Nhật Bản đã bắt giữ trong hàng loạt cuộc chinh phục diễn ra nhiều lần tại bán đảo Triều Tiên.
Trong giai đoạn giữa triều đại Cao Ly (cuối thế kỷ 17), sứ xanh dương trở nên thịnh hành. Các sản phẩm được sơn màu xanh cobalt lên sứ trắng. Theo sự tăng trưởng của quyền bá chủ Nhật Bản tại bán đảo Triều Tiên vào cuối thế kỷ 19, truyền thống gốm sứ đã suy giảm khi gốm sứ Nhật Bản xuất hiện hàng loạt và lấn át các đối tác Triều Tiên.

## Văn hóa đời sống

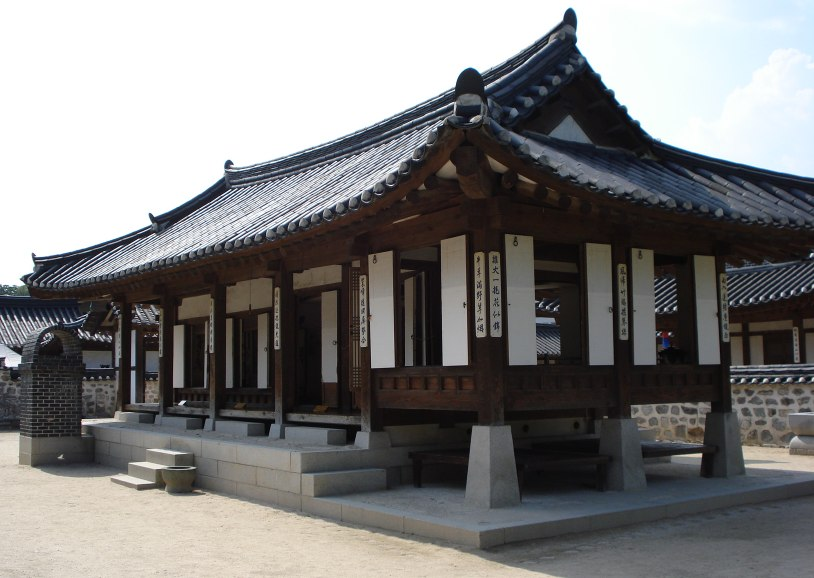
Hanok, dạng nhà truyền thống Triều Tiên.

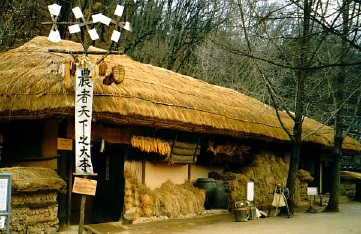
Một ngôi nhà nông dân truyền thống ở làng Folk, Seoul.

### Nhà cửa
Theo truyền thống, nơi cư trú của người dân thường được chọn dựa trên phong thủy. Họ tin rằng bất kỳ hình thể xác định nào cũng đều sản sinh ra lực lượng vô hình của cái tốt hay cái xấu. Các nguồn năng lượng tiêu cực và tích cực (âm và dương) phải được đưa vào cân đối.
Một ngôi nhà nên xây quay lưng lại ngọn đồi hoặc dốc và quay mặt tiền về hướng Nam để nhận được nhiều ánh sáng mặt trời nhất có thể. Cách định hướng nhà này vẫn còn được ưa thích ở Triều Tiên hiện đại. Phong thủy cũng ảnh hưởng đến hình dáng công trình, đến hướng của mặt tiền nhà và vật liệu dùng để xây dựng.
Ngôi nhà truyền thống Triều Tiên khi xây có thể được chia thành cánh trong (anchae) và cánh ngoài (sarangchae). Cách bố trí riêng phần lớn tùy thuộc vào từng vùng và điều kiện của từng gia đình. Trong khi giới quý tộc sử dụng cánh ngoài để tiếp khách, khu vực này được người nghèo dùng nuôi giữ gia súc. Những gia đình giàu có ở trong những ngôi nhà lớn. Tuy nhiên, không gia đình nào được phép xây nơi ở quá 99 kan ngoại trừ nhà vua. Một kan là khoảng cách giữa hai trụ cột trong nhà ở truyền thống.
Khu vực cánh trong thường gồm phòng khách, bếp và một phòng sinh hoạt trung tâm có sàn lót bằng gỗ. Khu vực này cũng có thể có nhiều phòng khác kèm theo. Nhà của nông dân nghèo sẽ không có bất kỳ cánh ngoài nào mà chỉ có cánh trong. Hệ thống sưởi sàn (ondol) đã được sử dụng tại Hàn Quốc từ thời tiền sử. Các vật liệu xây dựng chủ yếu là gỗ, đất sét, gạch, đá, và lá tranh. Vì gỗ và đất sét là vật liệu phổ biến nhất được sử dụng trong quá khứ nên không có nhiều tòa nhà cũ còn tồn tại đến thời điểm hiện nay. Người Nhật đã bắt cóc toàn thành phố nổi tiếng với kỹ năng xây dựng lâu đài để tạo nên hầu hết những lâu đài và cung điện nổi tiếng của Nhật Bản, một hành động mà chính phủ Nhật Bản đã chính thức thừa nhận và xin lỗi.
Tuy nhiên, ngày nay, người dân sống trong các căn hộ và những ngôi nhà đã được hiện đại hóa hơn.

### Khu vườn

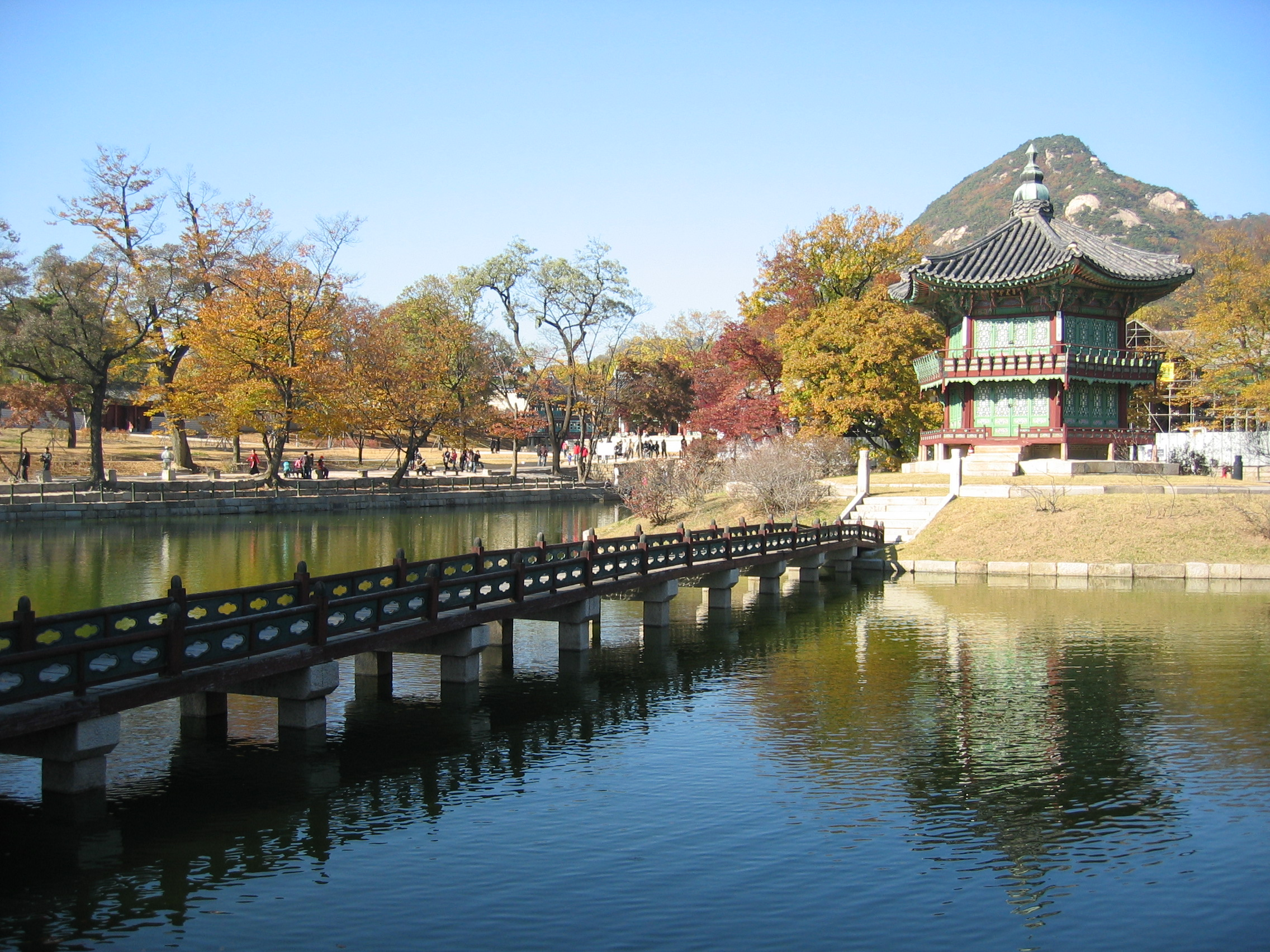
Hyangwonjeong, một khu vườn ở cung Gyeongbok, Seoul.

Nguyên tắc bố trí của những khu vườn đền đài và khu vườn tư nhân đều giống nhau. Vườn Triều Tiên tại khu vực Đông Á chịu ảnh hưởng của Đạo giáo và Shaman giáo. Đạo giáo nhấn mạnh yếu tố tạo hóa và sự huyền bí, coi trọng từng chi tiết bố trí. Ngược lại với vườn Nhật Bản và Trung Quốc, trong khi những khu vườn ở các quốc gia này được thêm vào nhiều yếu tố nhân tạo, vườn truyền thống Triều Tiên tránh những gì có tính nhân tạo, cố gắng làm cho khu vườn trở nên tự nhiên hơn cả tự nhiên.
Hồ sen là một yếu tố quan trọng trong khu vườn Triều Tiên. Nếu có một dòng suối tự nhiên, thường là sẽ có một công trình nghỉ mát xây dựng bên cạnh đó để thưởng thức cảnh quan. Bậc thang bao quanh bởi luống hoa là một yếu tố phổ biến trong các khu vườn truyền thống Triều Tiên.
Vùng Poseokjeong gần Gyeongju được xây dựng trong thời kỳ Tân La. Vùng này nhấn mạnh tầm quan trọng của nước trong khu vườn truyền thống Triều Tiên. Các khu vườn ở Poseokjeong có đặc trưng là những nguồn nước tạo hình bào ngư. Trong những ngày cuối cùng của vương quốc Tân La, tại nhau các bữa tiệc, khách của nhà vua sẽ ngồi dọc theo nguồn nước và trò chuyện trong lúc chuyền tay nhau chén rượu.

### Trang phục

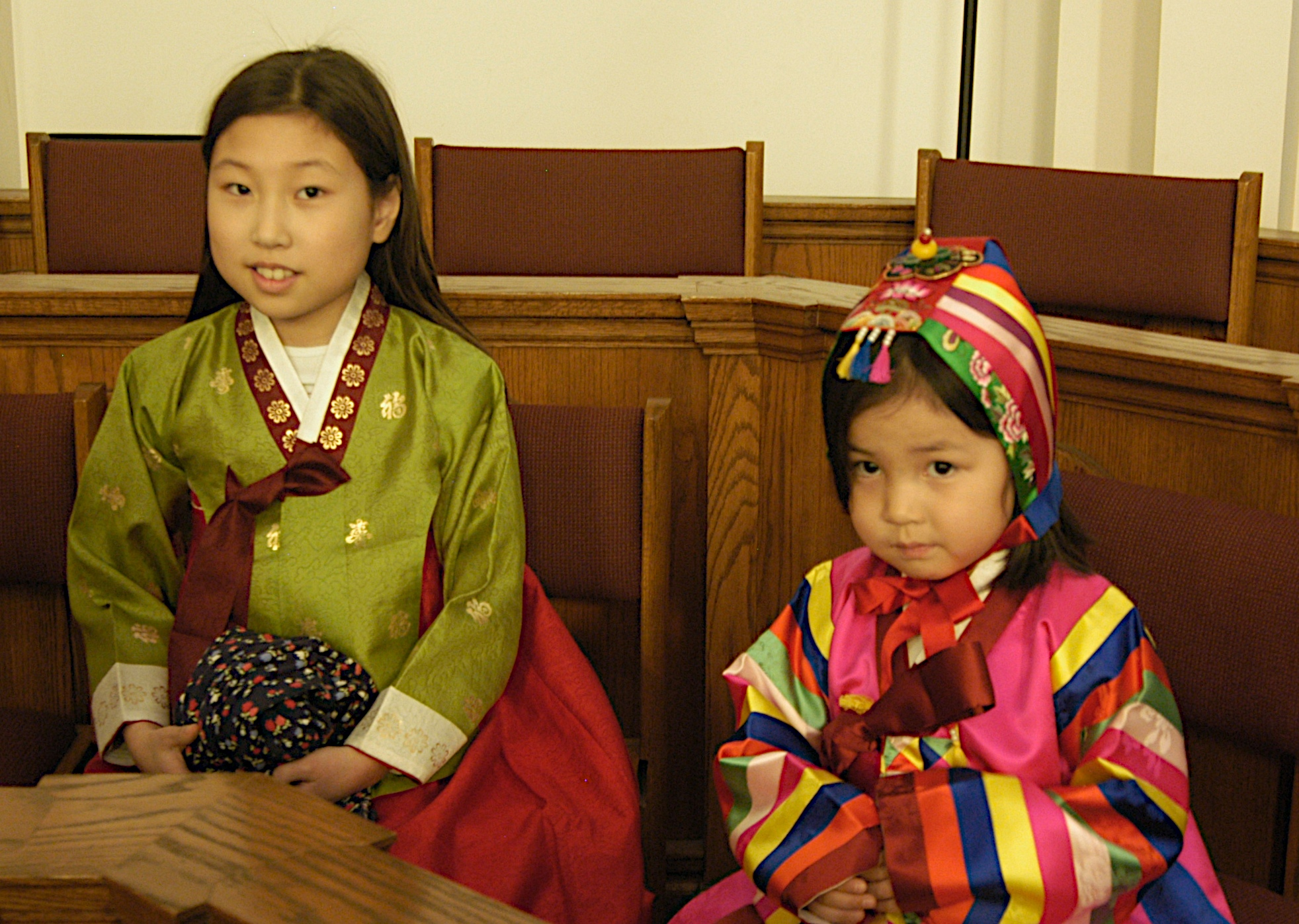
Hanbok

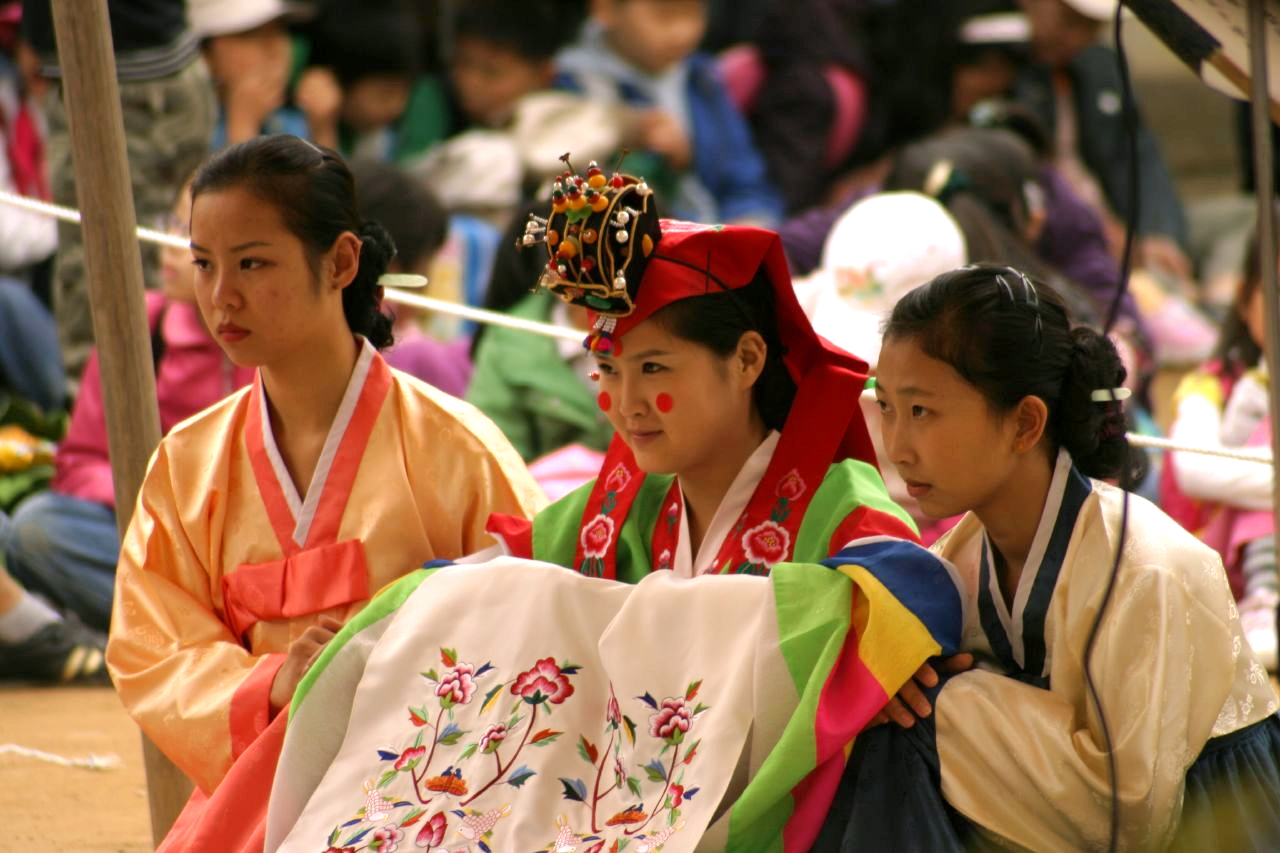
Hwarot, trang phục truyền thống của cô dâu.

Trang phục truyền thống hanbok (한복, 韩 服) hay Chosŏn-ot đã được sử dụng từ thời nhà Triều Tiên. Một bộ Chosŏn-ot gồm một chiếc áo (chŏkori) và một chiếc váy (pachi). Chiếc mũ truyền thống được gọi là kwanmo và chứa đựng ý nghĩa đặc biệt.
Tùy theo địa vị xã hội, người Hàn Quốc ăn mặc khác nhau. Điều này khiến cho quần áo trở thành yếu tố phân định các cấp bậc trong xã hội. Giai cấp thống trị và dòng tộc hoàng gia mặc những trang phục sang trọng nhưng đôi khi lại rườm rà. Những tầng lớp trên cũng sử dụng đồ trang sức để phân biệt với tầng lớp bình thường. Loại đồ trang sức truyền thống dành cho phụ nữ là một mặt dây chuyền bằng đá quý với hình dạng các yếu tố nào đó của thiên nhiên và có đính một tua rua bằng lụa.
Người dân thường bị giới hạn trong những bộ quần áo đơn giản không được nhuộm. Lối ăn mặc thường ngày này đã trải qua một ít thay đổi trong thời kỳ Nhà Triều Tiên. Mọi người ăn mặc thường ngày như nhau, nhưng có sự khác biệt ở quần áo trang trọng và nghi lễ.
Vào mùa đông, người dân mặc trang phục có lót bông. Quần áo lông thú cũng khá phổ biến. Bởi vì những người bình thường có thói quen mặc loại vải không nhuộm màu trắng, đôi khi họ được gọi là tầng lớp mặc màu trắng.
Chosŏn-ot được phân loại theo mục đích sử dụng: mặc hàng ngày, mặc trong nghi lễ và mặc trong những dịp đặc biệt. Trang phục nghi lễ được sử dụng trong những dịp trang trọng, bao gồm ngày sinh nhật đầu tiên của một đứa trẻ (tolchanch'i), đám cưới hay đám tang. Trang phục đặc biệt được dùng cho các mục đích như dành cho pháp sư hay các quan chức.
Ngày nay Chosŏn-ot vẫn được mặc trong những dịp quan trọng. Tuy nhiên, lối mặc hàng ngày đã không còn. Mặc dù vậy, những người lớn tuổi vẫn mặc Chosŏn-ot như một giá trị di sản còn sót lại của các gia đình quý tộc từ triều đại Nhà Triều Tiên.

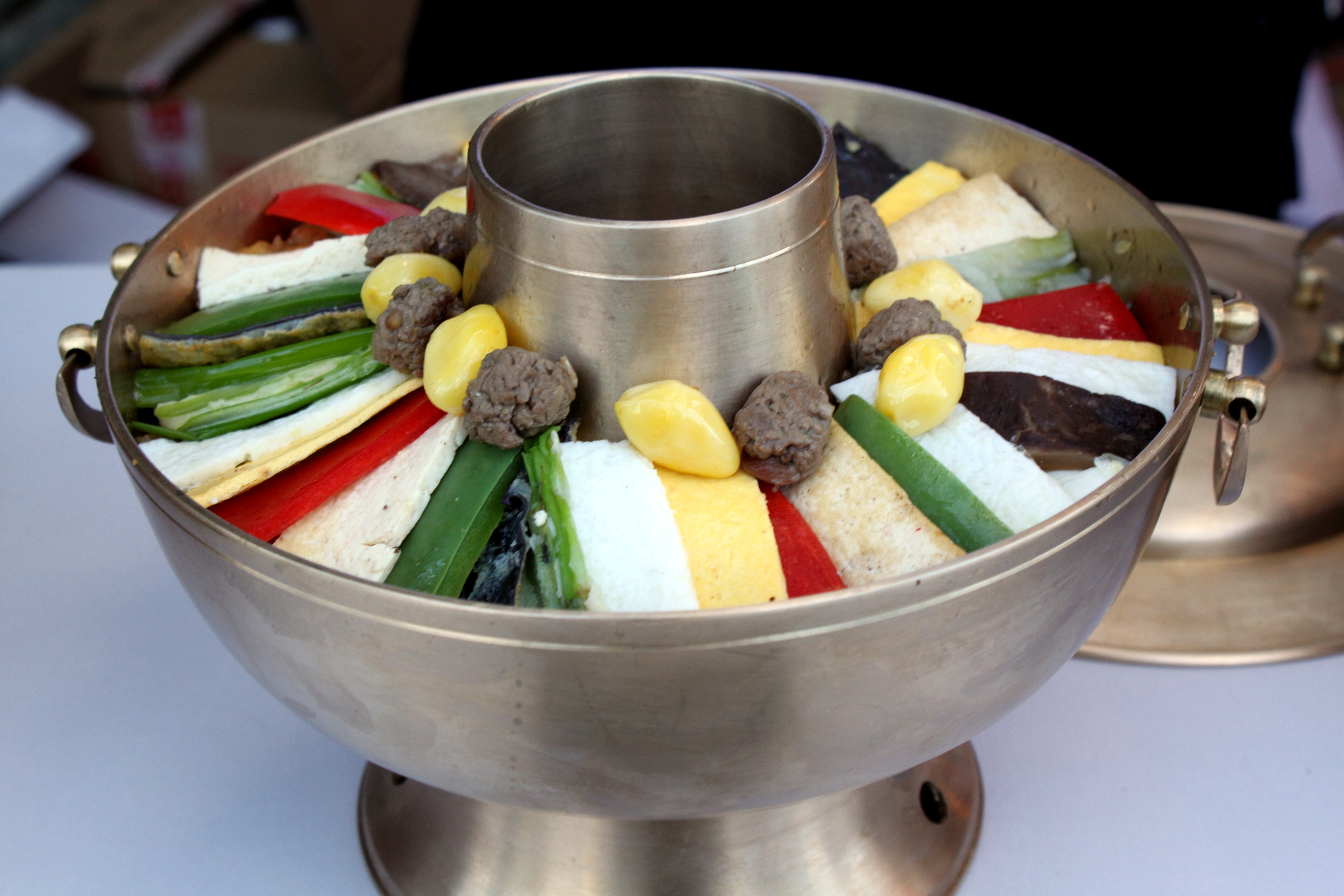
Sinseollo - lẩu ẩm thực Triều Tiên.

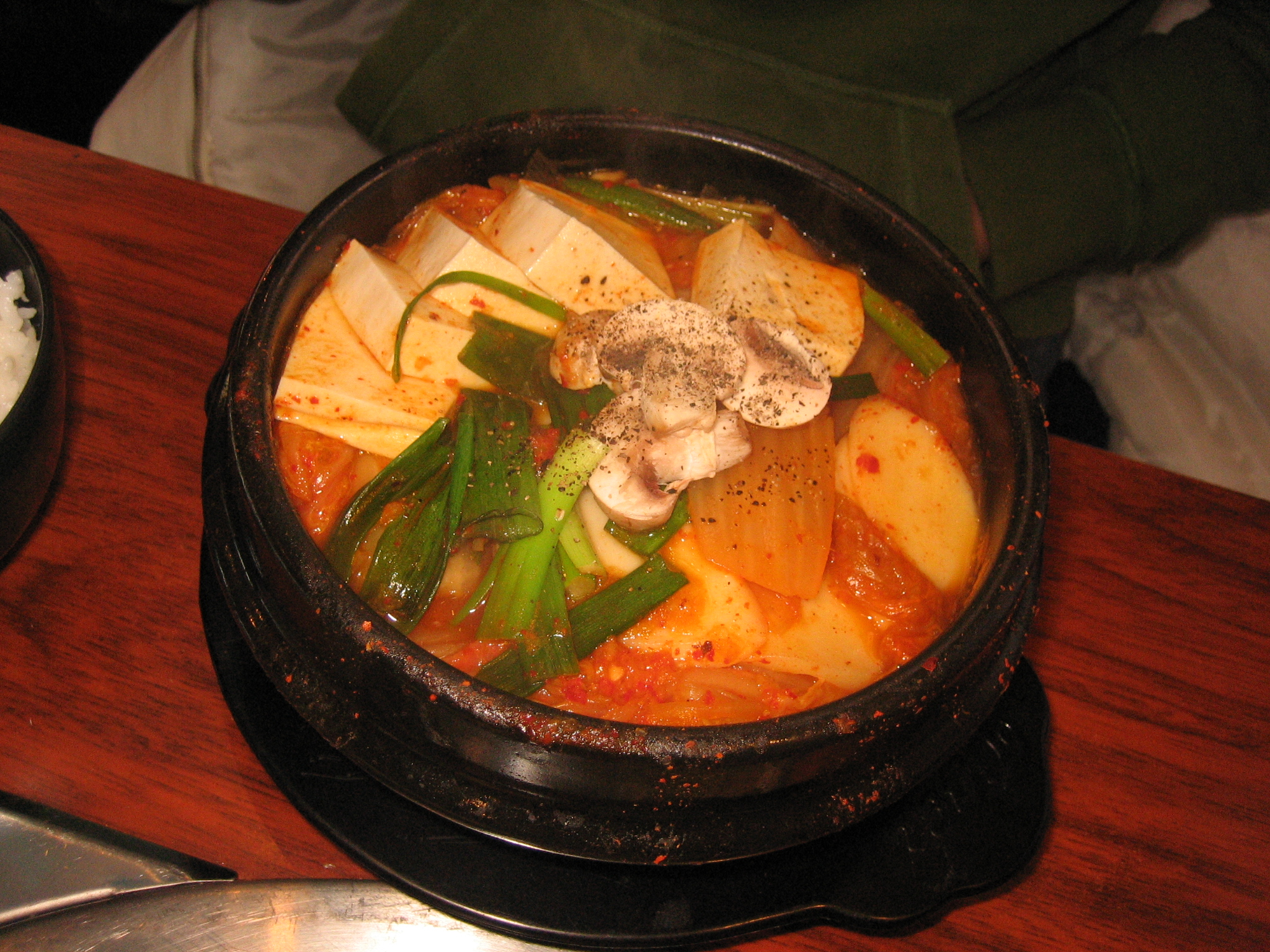
Canh kim chi

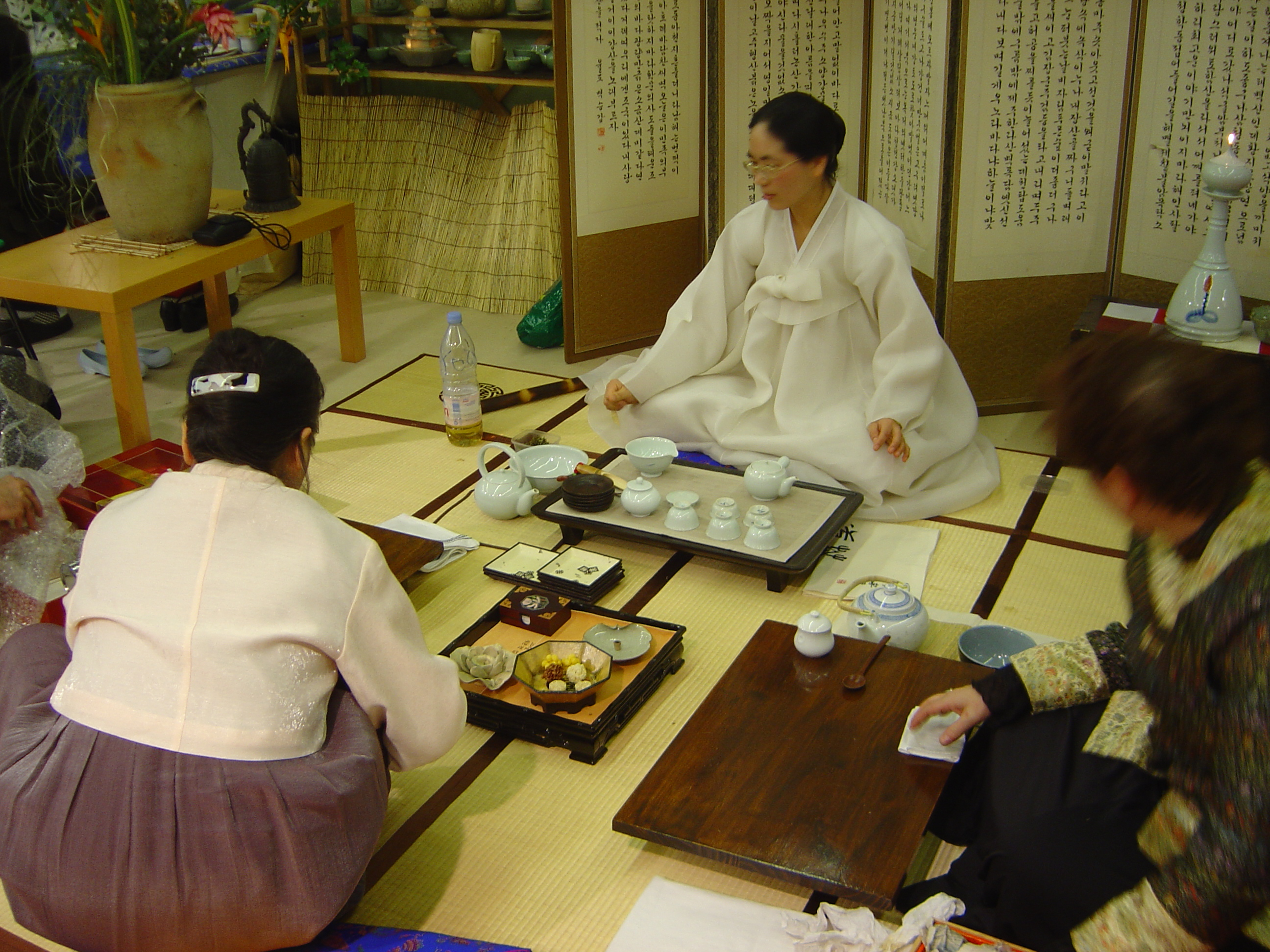
Tarye, nghi lễ trà đạo truyền thống ở Triều Tiên.

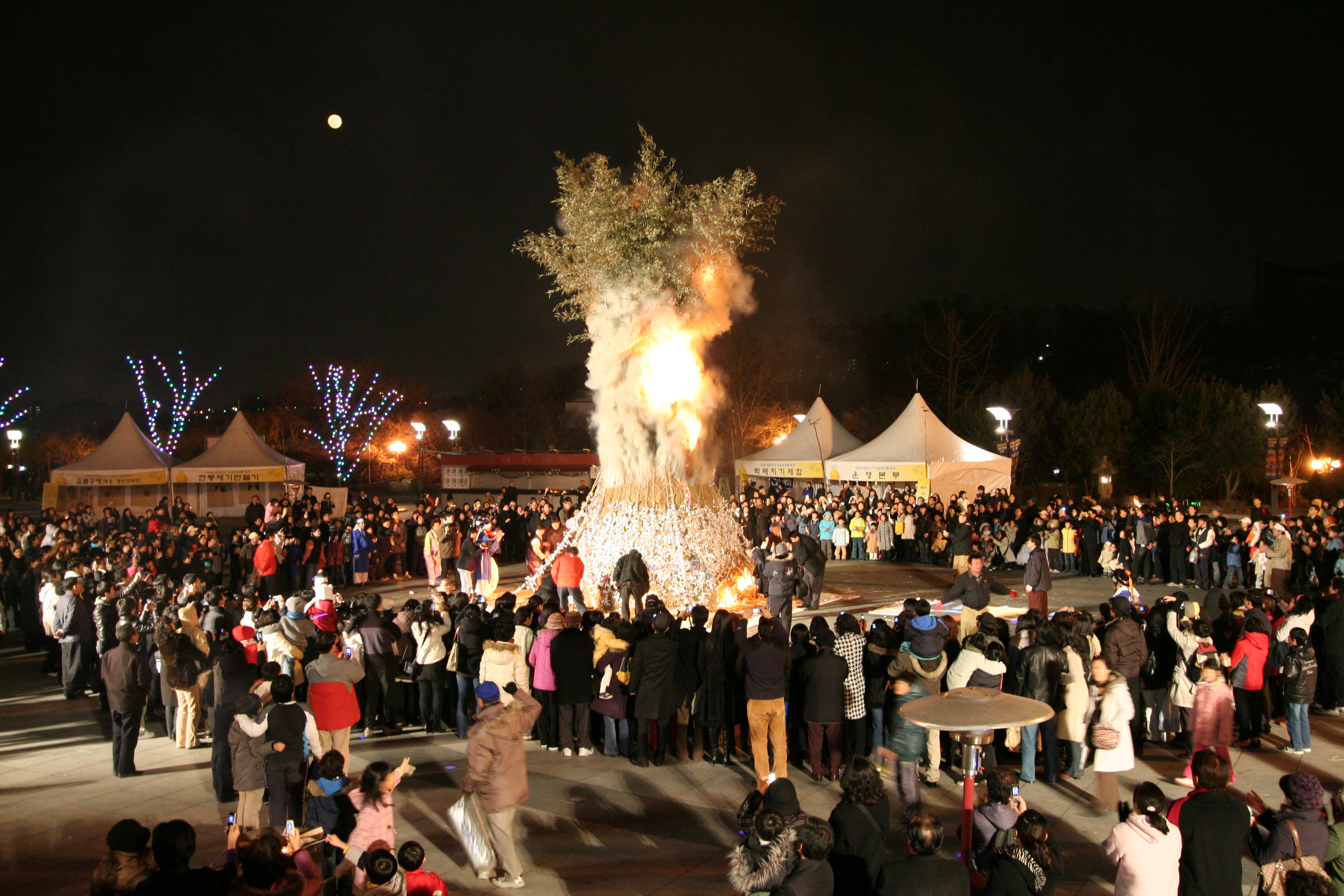
Taeporŭm - lễ hội rằm tháng Giêng ở Triều Tiên.

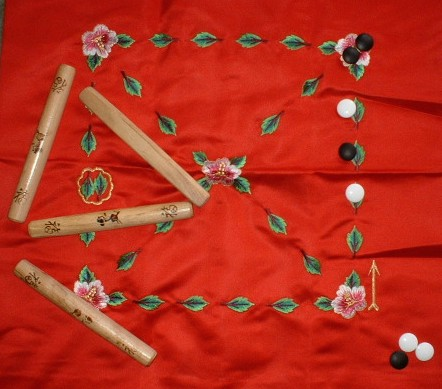
Trò chơi Yut

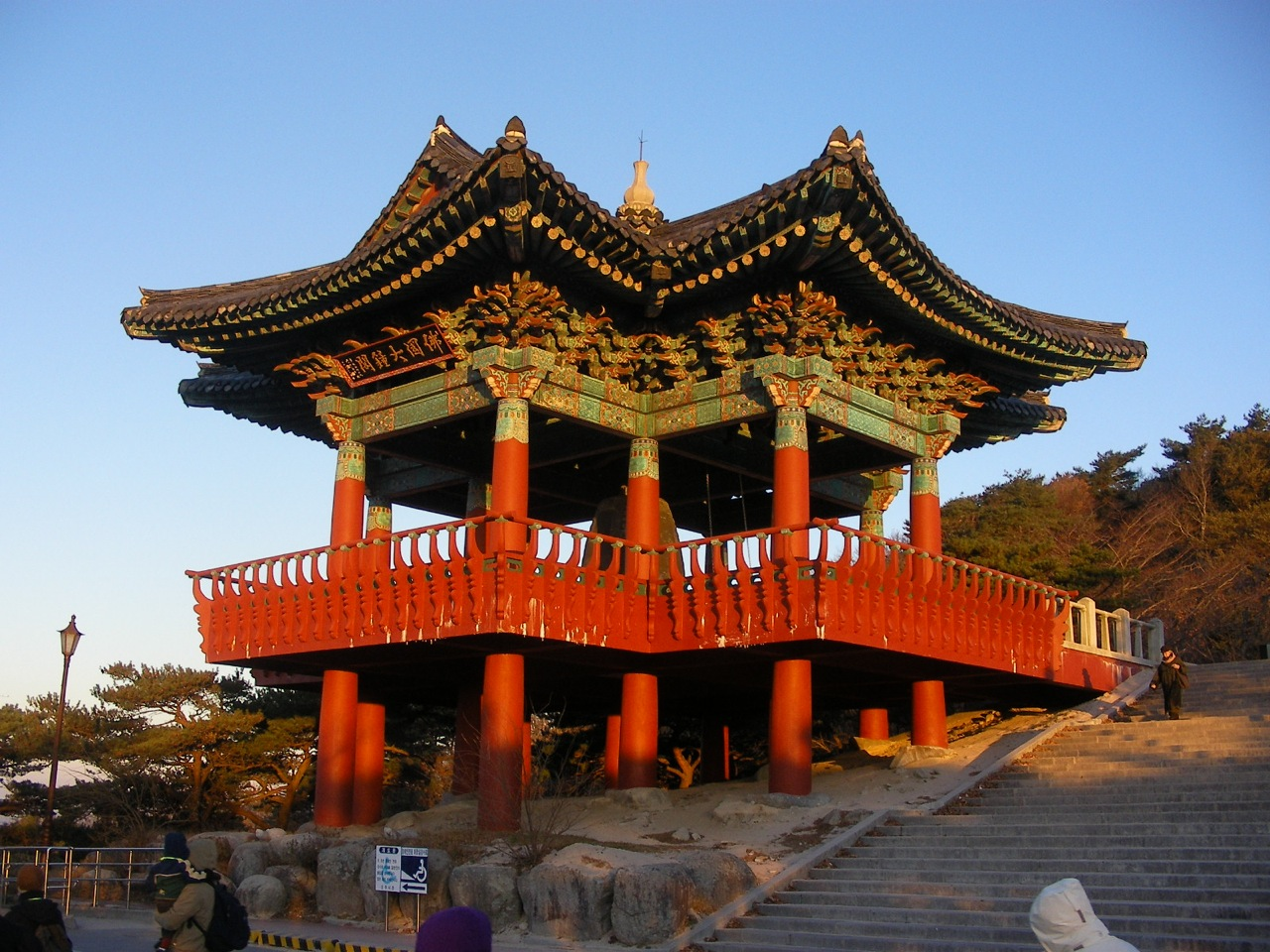
Tháp chuông ở Gyeongju.

### Ẩm thực
Gạo là loại lương thực chính ở Triều Tiên. Triều Tiên có các thành phần và cách thức nấu ăn chủ yếu hình thành trong quá trình lâu dài gần như là một nước nông nghiệp chỉ cho đến gần đây. Các loại cây trồng chính ở Triều Tiên là lúa, lúa mạch và đậu nhưng ngoài ra còn có nhiều loại cây trồng khác. Cá và các loài hải sản khác cũng rất quan trọng bởi vì Triều Tiên vốn là một bán đảo ba mặt giáp biển.
Món ăn lên men cũng sớm phát triển. Các món này bao gồm cá muối và rau cải muối. Loại thực phẩm này cung cấp các chất đạm và vitamin cần thiết trong suốt mùa đông.
Rất nhiều món ăn đã hình thành và trở nên phổ biến. Có thể chia các món ăn này thành thực phẩm dành cho các ngày lễ kỉ niệm và thực phẩm nghi lễ. Thực phẩm dành cho các ngày lễ kỉ niệm dùng trong những buổi tiệc mừng trẻ em đạt 100 ngày tuổi, trong buổi sinh nhật đầu tiên, tại một lễ cưới và tiệc mừng thọ sáu mươi. Thực phẩm nghi lễ được sử dụng tại đám tang, buổi nghi lễ tổ tiên, cúng thờ Shaman giáo và là thực phẩm ở các đền chùa.
Một điểm đặc trưng của thực phẩm đền chùa là không sử dụng thịt và năm thành phần gia vị mạnh phổ biến trong nền ẩm thực Triều Tiên (tỏi, hành lá, tỏi tầm dại, tỏi tây và gừng).
Kimchi là một trong những món ăn nổi tiếng tại Triều Tiên. Kimchi là các loại rau lên men có chứa vitamin A và C, B, B2, sắt, calci, carotin,... Có rất nhiều loại kim chi như kim chi bắp cải,kim chi cải thảo, kim chi hành tây, kim chi dưa leo, kim chi củ cải, và kimchi mè. Thành phần chính trong kim chi là gừng giã, củ cải xắt nhỏ, tép ướp muối và nước mắm.
Đối với các lễ kỉ niệm là về nghi thức, bánh gạo là một thức ăn rất quan trọng. Màu sắc và thành phần của món ăn phải phù hợp với cân bằng âm dương.
Ngày nay, ai cũng có thể dùng món surasang (món ăn truyền thống cung đình). Trước đây, người dân dùng các món ăn rau củ là chủ yếu, nhưng xu hướng tiêu thụ thịt đã tăng lên. Các món ăn truyền thống gồm ssambap, bulgogi, sinseollo, kim chi, bibimbap và gujeolpan.

### Trà đạo
Trà ở Triều Tiên có nguồn gốc hơn 2000 năm trước. Nó là một phần của các phương pháp pha chế thờ cúng, với mong muốn rằng mùi hương tốt có thể dâng lên các vị thần trên trời. Trà được đưa đến Triều Tiên khi Phật giáo Trung Quốc du nhập vào Triều Tiên, sau đó mở đầu cho sự hình thành nền trà đạo Triều Tiên.
Trà ban đầu được sử dụng cho mục đích nghi lễ hoặc dùng như một phần của loại thảo dược truyền thống. Trà xanh được sử dụng rộng rãi ở Trung Quốc và Nhật Bản không phải là loại trà duy nhất người Triều Tiên dùng. Phần lớn các loại trà làm từ trái cây, lá, hạt hoặc rễ đều được yêu thích. Triều Tiên phân biệt năm vị của trà: ngọt, chua, mặn, đắng và cay.

### Lễ hội năm mới
Lịch truyền thống Triều Tiên dựa trên lịch âm dương. Ngày được tính từ kinh tuyến của Hàn Quốc, lễ kỷ niệm và lễ hội có nguồn gốc từ nền văn hóa Triều Tiên. Âm lịch Triều Tiên được chia thành 24 mốc chuyển (jeolgi), mỗi mốc kéo dài khoảng 15 ngày. Âm lịch là thời gian biểu cho xã hội nông nghiệp trong quá khứ nhưng hiện đã biến mất trong lối sống của người Triều Tiên hiện đại.
Lịch Gregory đã chính thức được thông qua vào năm 1895, nhưng ngày lễ truyền thống và cách tính tuổi vẫn theo lịch cũ. Thế hệ lớn tuổi vẫn ăn mừng ngày sinh nhật theo âm lịch.
Lễ hội lớn nhất tại Triều Tiên ngày nay là lễ Seollal (năm mới truyền thống Triều Tiên). Các lễ hội năm mới quan trọng khác gồm Daeboreum (rằm tháng Giêng), Dano (lễ hội mùa xuân) và Chuseok (lễ hội thu hoạch).
Ngoài ra còn nhiều lễ hội địa phương đều được tổ chức theo âm lịch.

### Trò chơi
Có nhiều loại trò chơi theo dạng bàn cờ tại Triều Tiên. Baduk là tên gọi tiếng Triều Tiên của cờ vây. Trò chơi này đặc biệt đặc biệt phổ biến đối với thế hệ đàn ông trung niên và cao tuổi và tương đối giống với cờ vua của văn hóa phương Tây. Ngoài ra còn một loại cờ khác ở Triều Tiên gọi là Janggi, dựa trên phiên bản cờ tướng xưa của Trung Quốc, tuy nhiên vẫn có một số điểm khác biệt riêng. Yut là một trò chơi dạng bàn cờ dành cho gia đình, người dân ở khắp Triều Tiên đều tham gia trò chơi nay, đặc biệt là trong những ngày lễ.
Chajeon Nori là một trò chơi truyền thống gồm hai đội dân làng tham gia vào một trận đấu cưỡi ngựa đấu thương lớn. Tuy nhiên, hiện nay trò chơi này không còn diễn ra thường xuyên nữa, ngoại trừ vào những dịp đặc biệt.
Nhiều trò chơi dân gian kết hợp với nghi thức Shaman giáo và đã được lưu truyền nối tiếp qua nhiều thế hệ. Ba nghi lễ quan trọng liên quan đến những trò chơi dân gian này là: Yeonggo, Dongmaeng và Mucheon. Yeonggo là màn trình diễn trống để gọi thần linh, Dongmaeng là lễ hội thu hoạch, còn Mucheon là điệu múa dâng lên thánh thần. Những màn trình diễn đã được kế thừa và chắt lọc từ thời kỳ Tam Quốc (Triều Tiên), đồng thời được thêm thắt vào để tạo thành trò chơi.
Ssireum là một hình thức đấu vật truyền thống. Những trò chơi truyền thống khác gồm: ném mũi tên vào hũ (tuho), kịch múa đeo mặt nạ, chơi bóng (gyeokku),...

### Tín ngưỡng
Tôn giáo đầu tiên của người Triều Tiên là Saman giáo, mặc dù không còn phổ biến như trong thời cổ đại nhưng Shaman giáo vẫn tồn tại đến ngày nay. Người dân thường kêu gọi nữ thần Shaman hay mudang để cầu xin sự phù hộ với mong muốn đạt được những ước nguyện khác nhau.
Phật giáo và Nho giáo đã đến Triều Tiên thông qua trao đổi văn hóa với Trung Quốc. Phật giáo là tôn giáo chính thức của triều đại Cao Ly, trong thời kỳ này các tăng lữ Phật giáo có nhiều quyền lợi và ưu đãi. Tuy nhiên, cũng trong thời kỳ Cao Ly đã diễn ra quá trình đàn áp Phật giáo, tăng lữ và chùa chiền bị cấm ở thành thị và chỉ giới hạn phạm vi ở nông thôn. Thay vào đó hình thái nghiêm ngặt của Nho giáo do Trung Quốc đem đến, thậm chí có phần khắt khe hơn những gì từng tồn tại trước đó, đã trở thành triết lý chính thức ở Triều Tiên.
Ngay trong thời nay, Nho giáo vẫn đóng một vai trò lớn trong xã hội và tôn trọng người lớn tuổi vẫn giữ vị trí quan trọng trong đời sống gia đình. Trong suốt lịch sử và văn hóa Triều Tiên, bất kể bị phân tách, các tín ngưỡng truyền thống Saman giáo, Phật giáo Đại thừa, Khổng giáo và Đạo giáo vẫn có tầm ảnh hưởng tiềm ẩn đối với nền tôn giáo của người dân và là một khía cạnh quan trọng của nền văn hóa Triều Tiên, có tác dụng gợi lên và nhắc nhớ rằng tất cả những truyền thống này cùng tồn tại hòa bình qua hàng trăm năm mà vẫn tồn tại trong nhiều vùng tại miền Nam (Hàn Quốc), nơi có nền văn minh phát triển, hay áp lực từ chính phủ vô thần cộng sản ở miền Bắc là CHDCND Triều Tiên.

## Di sản thế giới

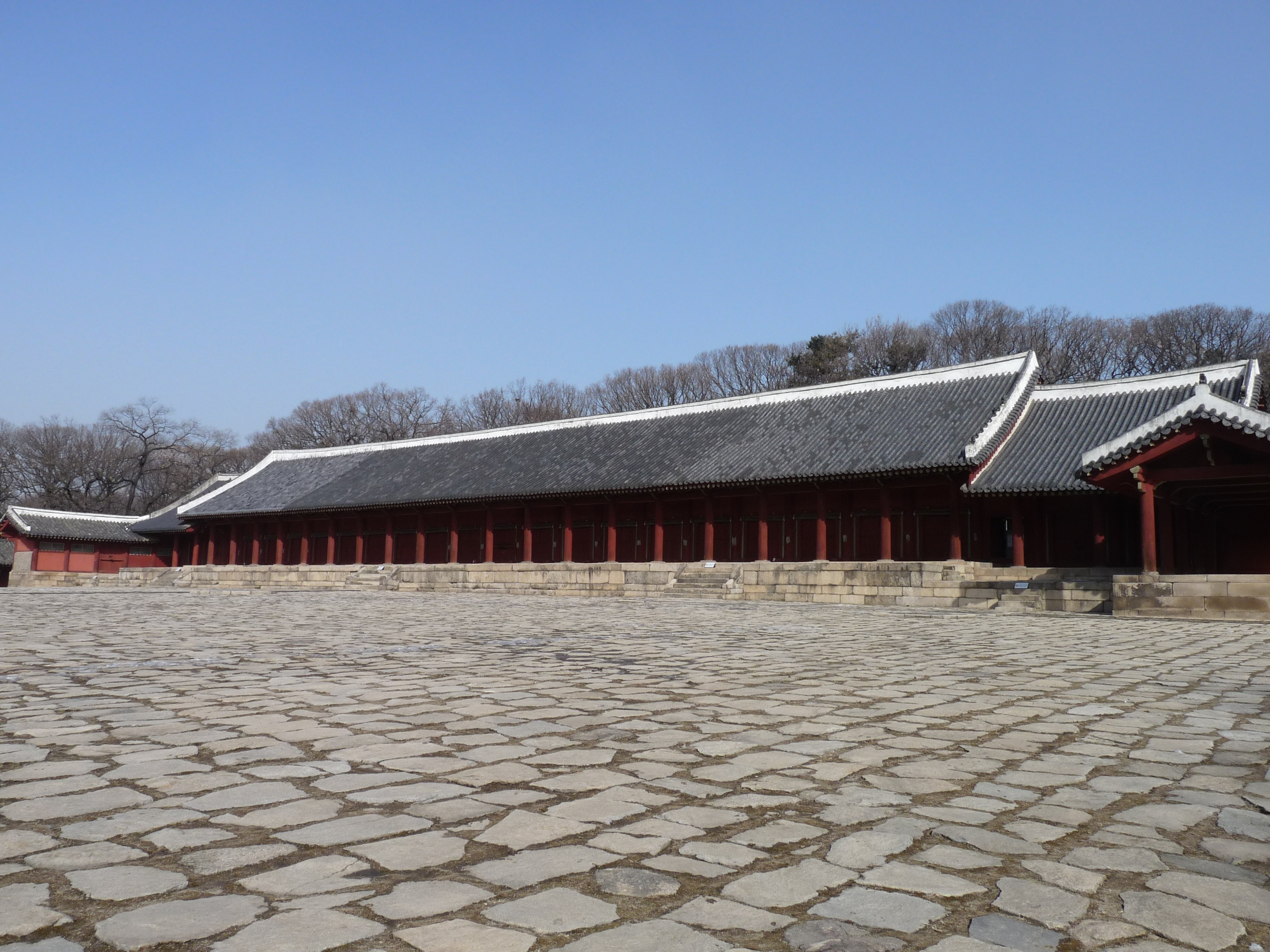
Điện thờ Jongmyo.

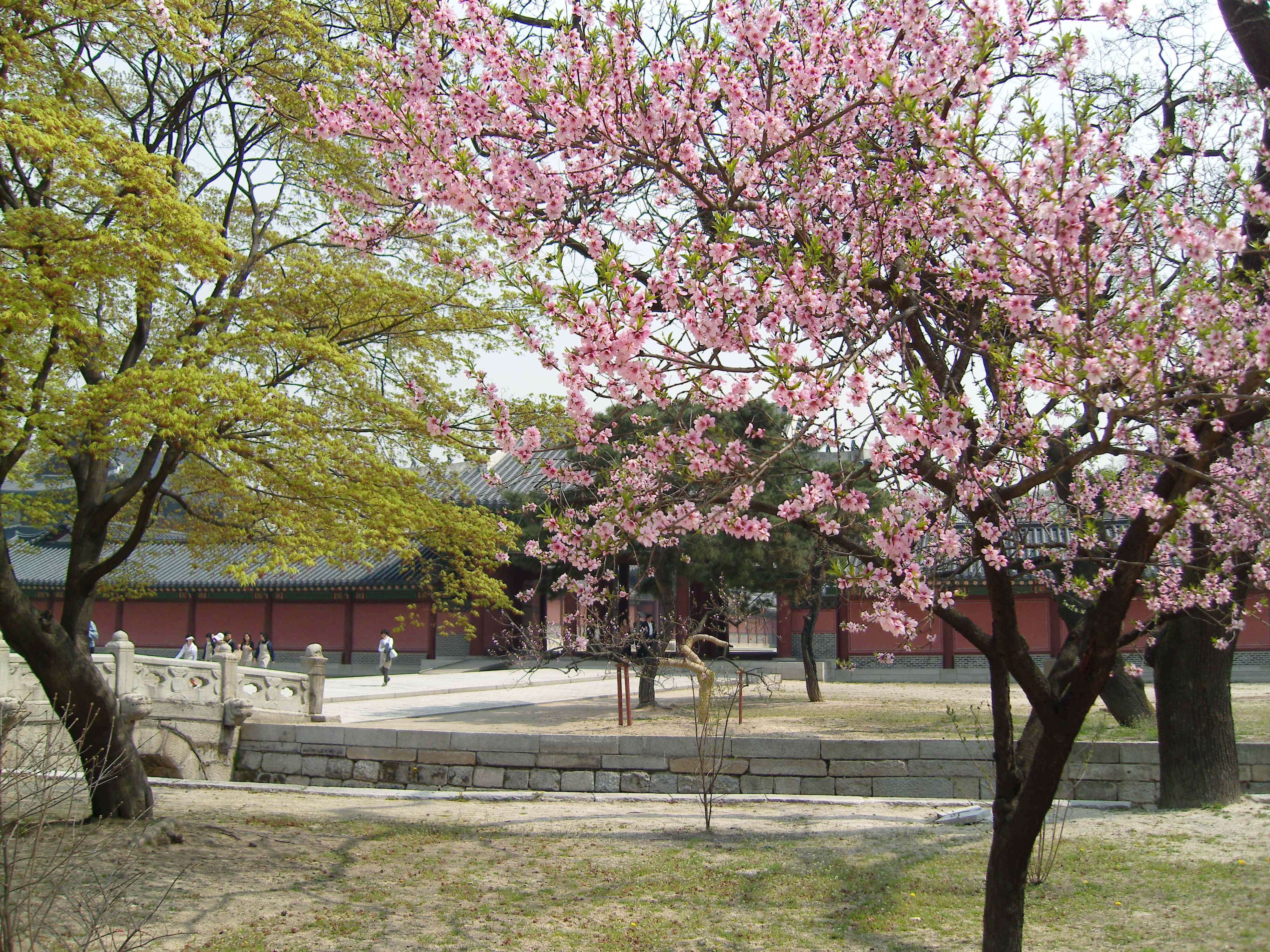
Cung Changdeok, Seoul.

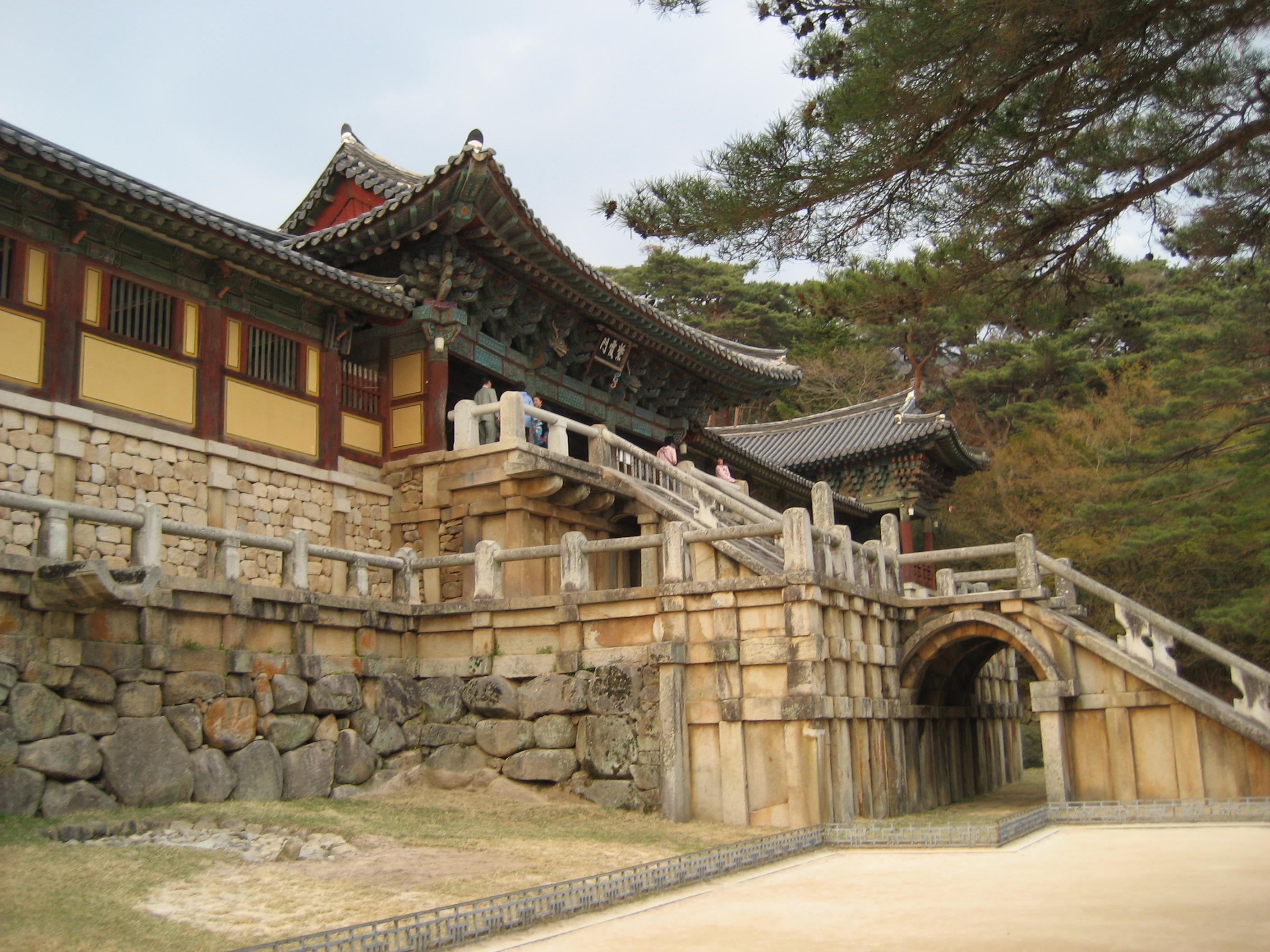
Bulguksa, Gyeongju, Nam Triều Tiên.

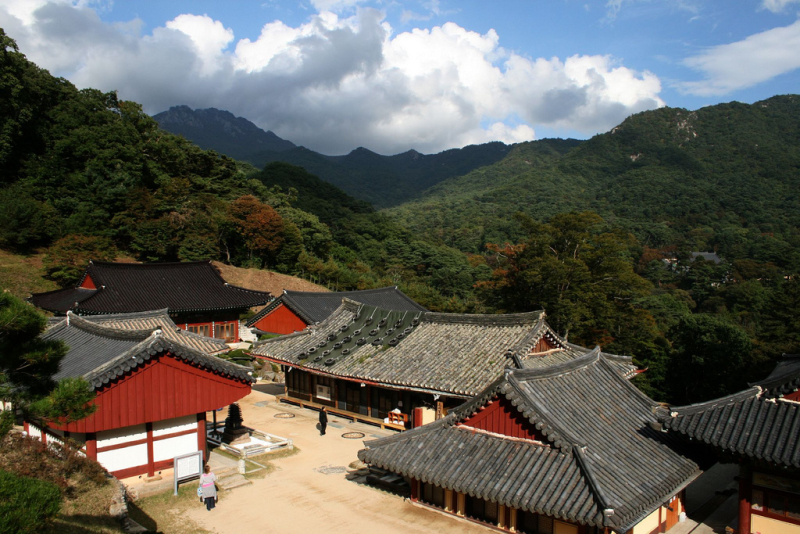
Chùa Haeinsa

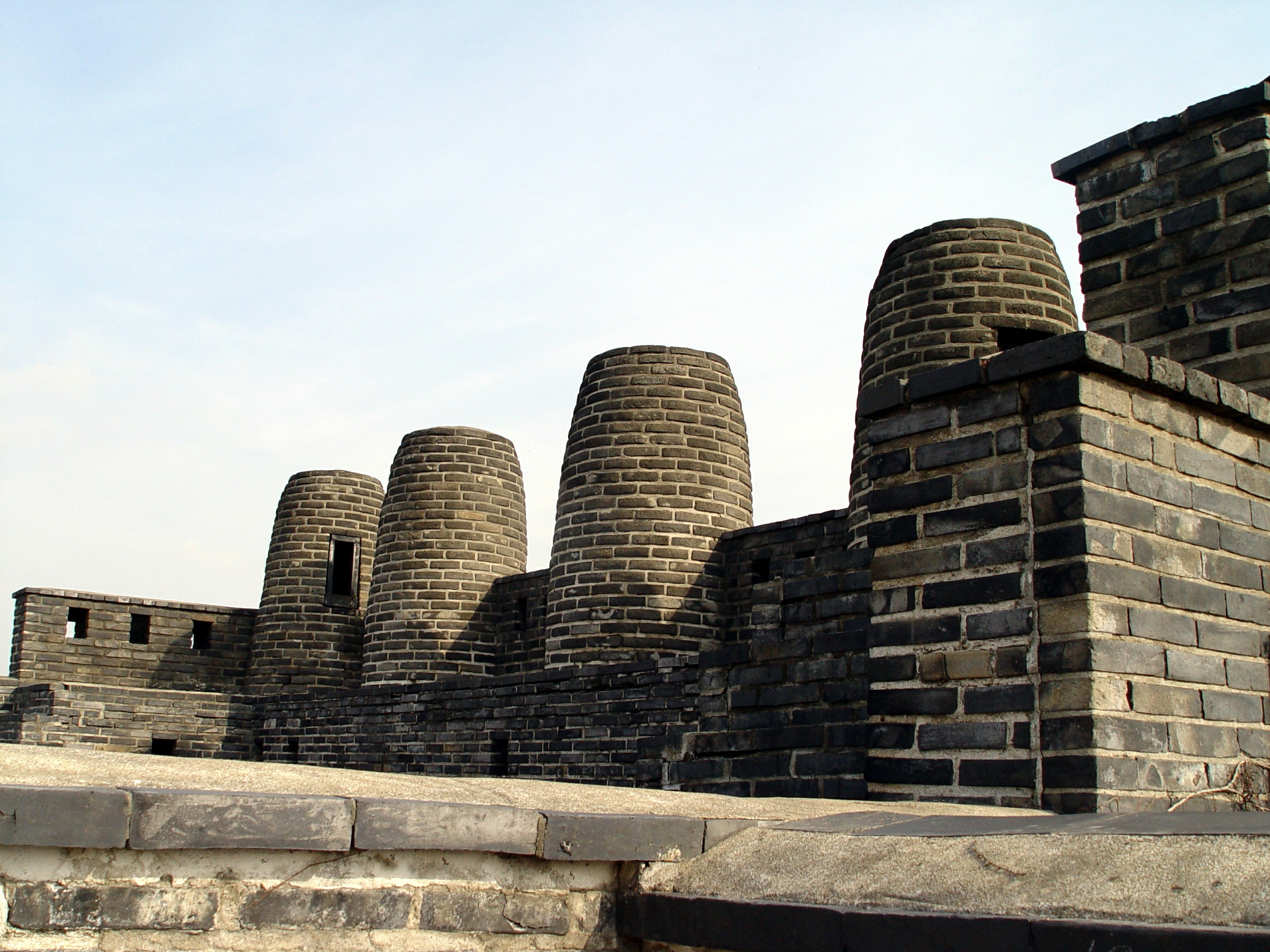
Pháo đài Hwasong, Nam Triều Tiên.

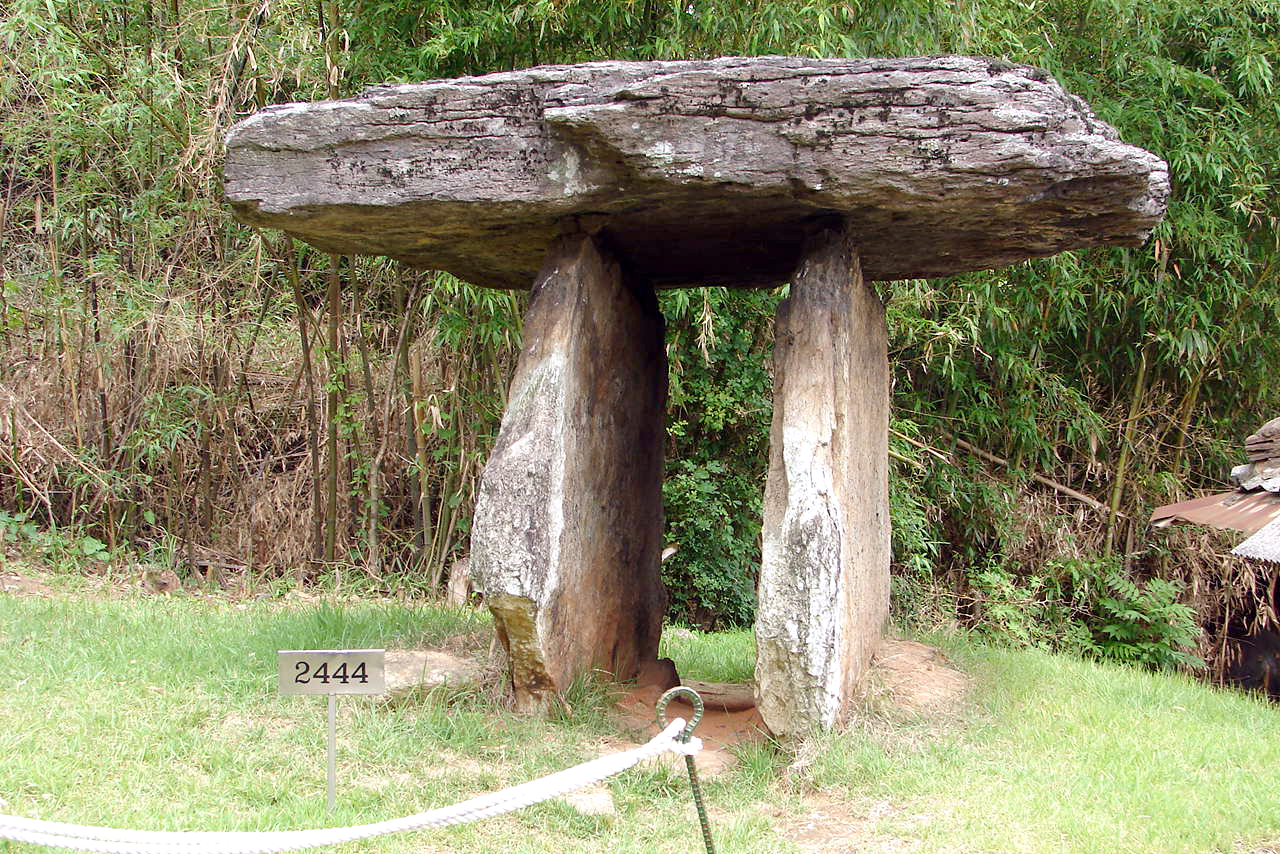
Mộ đá ở Gochang, Gwangju.

Triều Tiên có nhiều di sản thế giới được UNESCO công nhận.

### Miếu thờ Jongmyo
Miếu thờ Jongmyo tọa lạc tại Seoul đã có tên trong danh sách Di sản văn hóa thế giới của UNESCO vào năm 1995. Miếu thờ này dành để thờ cúng các linh hồn tổ tiên của gia đình hoàng gia triều đại nhà Triều Tiên và chịu ảnh hưởng nhiều bởi truyền thống Nho giáo. Hàng năm, nơi đây diễn ra buổi diễn âm nhạc cung đình hoành tráng thời xưa (với nhiều điệu múa) có tên gọi Jongmyo jeryeak.
Khi được xây dựng năm 1394, miếu thờ Jongmyo được đánh giá là một trong những công trình dài nhất châu Á. Miếu thờ đã bị thiêu đốt hoàn toàn trong cuộc xâm lược của Nhật Bản vào năm 1592, nhưng đã được tái thiết lại vào năm 1608.

### Cung Changdeok
Cung Changdeok nằm giữa Seoul là một tổng thể gồm nhiều gian cung hơn bất cứ cung điện nào vào thời bấy giờ và được mở rộng nhiều lần trong suốt chiều dài lịch sử, được thiết kế và xây dựng theo những thông số kỹ thuật được truyền lại từ thời Tam Quốc (Triều Tiên), do đó giữ lại được những nét độc đáo của kiến trúc Triều Tiên. Cung Changdeok bị cháy trong cuộc xâm lược của Nhật Bản vào năm 1592 và được xây dựng lại vào năm 1609. Trong hơn 300 năm, cung Changdeok là nơi ở của hoàng đế.
Cung Changdeok được xây dựng với nguyên tắc giản thiểu tối đa ảnh hưởng từ môi trường tự nhiên, mặt khác lại được thiết kế để hài hòa tuyệt đối với thiên nhiên ở mức cao nhất. Một số cây phía sau cung điện hiện nay đã trên 300 năm tuổi và nằm gần một cây hơn 1000 năm tuổi được bảo tồn. Năm 1997, cung Changdeok được đưa vào danh sách Di sản văn hóa thế giới.

### Chùa Bulguksa
Bulguksa còn có tên gọi là Phật quốc tự. Ngôi chùa được xây dựng vào năm 528 vào triều đại Tân La và trải qua vô số lần tu sửa từ triều đại nhà Triều Tiên. Trong chiến tranh Nhật Bản 1592-1598, ngôi chùa đã bị cháy rụi. Năm 1604, chùa được tái thiết lại lần nữa và tu sửa khoảng 40 lần cho đến tận năm 1805, tuy nhiên vẫn trải qua nhiều lần hư hại và cướp bóc. Năm 1969, Hội đồng Trùng Tu Bulguksa được thành lập, tái dựng lại những khu chùa đã từng tồn tại và tu sửa những khu có sẵn.
Chùa Bulguksa ngày nay có nhiều di chỉ văn hóa được bảo tồn, trong đó nổi bật là Dabo-tap (Tháp Đại Bảo) – quốc bảo số 20, Sukga-tap (Tháp Thích Ca Mâu Ni) – quốc bảo số 21. Cả hai đều là những hình mẫu tuyệt vời cho kiến trúc của triều đại Tân La thế kỷ thứ 8, với cùng kiểu thiết kế cân bằng cấu trúc vuông, bát giác và tròn. Giữa hai chánh điện phục vụ cho việc cầu kinh là những cầu thang có thiết kế bên dưới dạng vòm cong như cây cầu, tượng trưng cho sự kết nối giữa thế giới trần tục bên dưới và Phật giới bên trên. Có một số ý kiến cho rằng, những cầu thang này tượng trưng cho cuộc sống của một thanh niên và một người cao tuổi. Đây được xem là những quốc bảo duy nhất còn nguyên vẹn từ thời Tân La đến nay.

### Chùa Haeinsa và khu nhà Janggyeong Panjeon
Ngôi chùa Haeinsa (Hải Ấn tự - một trong Tam Bảo Tự của Triều Tiên) nằm trên núi Kaya là ngôi nhà của những phiến gỗ Tripitaka (Tam Tạng) Koreana, một bộ sưu tập đầy đủ nhất các bản kinh, giáo pháp và những thỏa ước Phật giáo còn tồn tại đến hiện nay được khắc trên hơn 80.000 phiến gỗ vào khoảng thời gian từ năm 1237 đến 1248. Các phiến gỗ này được khắc khi Phật tử Triều Tiên thỉnh cầu thần Phật giúp bảo vệ quốc gia chống lại những cuộc xâm lược của Mông Cổ.
Bộ sưu tập này cũng là một di sản văn hóa vô giá bởi vì ý nghĩa lịch sử to lớn và mối liên hệ đến tư tưởng, tôn giáo, các sự kiện lịch sử cũng như những trải nghiệm của người xưa. Những phiến gỗ được lưu trữ này là phiên bản hoàn thiện và đầy đủ nhất của các bản thánh thư đạo Phật trên toàn thế giới. Chùa Haeinsa là điểm đến nổi tiếng của những người hành hương của những Phật tử và nhà học giả từ khắp nơi trên thế giới.

### Pháo đài Hwaseong
Trong nhiều thế kỷ, pháo đài Hwasong đã tác động mạnh mẽ đến sự phát triển của kiến trúc Hàn Quốc, quá trình kiến thiết kinh đô và thiết lập cảnh quan cùng các nghệ thuật liên quan khác. Pháo đài Hwaseong nằm ở chân núi Paltalsan tại Suwon, mang nét đặc trưng cho cấu trúc pháo đài ở vùng Viễn Đông và là một cột mốc lịch sử kiến trúc quân sự. Với những chức năng quân sự, chính trị và thương mại cao, Hwasong có nhiều điểm khác biệt với những pháo đài ở Trung Quốc và Nhật Bản. Pháo đài Hwaseong là nơi bảo vệ an toàn ngai vàng của vua Chongjo sau khi dời đô. Đến giữa những năm 1794 và 1796, pháo đài được xây dựng lại.
Những bức tường thành khổng lồ của pháo đài trải dài theo địa hình và bao quanh một khu vực rộng lớn bao gồm cả chân núi Paltaisan với 48 công trình phòng thủ.

### Khu mộ đá Gochang, Hwasun và Ganghwa
Các nghĩa trang thời tiền sử tại Gochang, Hwasun và Ganghwa là nơi tập trung các mộ đá với mật độ dà và đa dạng chủng loại nhất trên toàn thế giới. Những ngôi mộ được xây dựng từ các phiến đá lớn có từ thế kỷ thứ nhất trước Công nguyên. Mộ đá là một phần quan trọng tạo nên nền văn hóa cự thạch - một đặc điểm nổi bật trong Thời đại Đồ đá mới và Thời đại Đồ đồng - được tìm thấy ở nhiều nơi trên thế giới.
Tại khu mộ đá Gochang tập trung những nhóm mộ lớn nhất và đa dạng nhất, tổng cộng có 442 mộ đá đã được ghi nhận dựa vào hình dạng của phiến đá lớn.

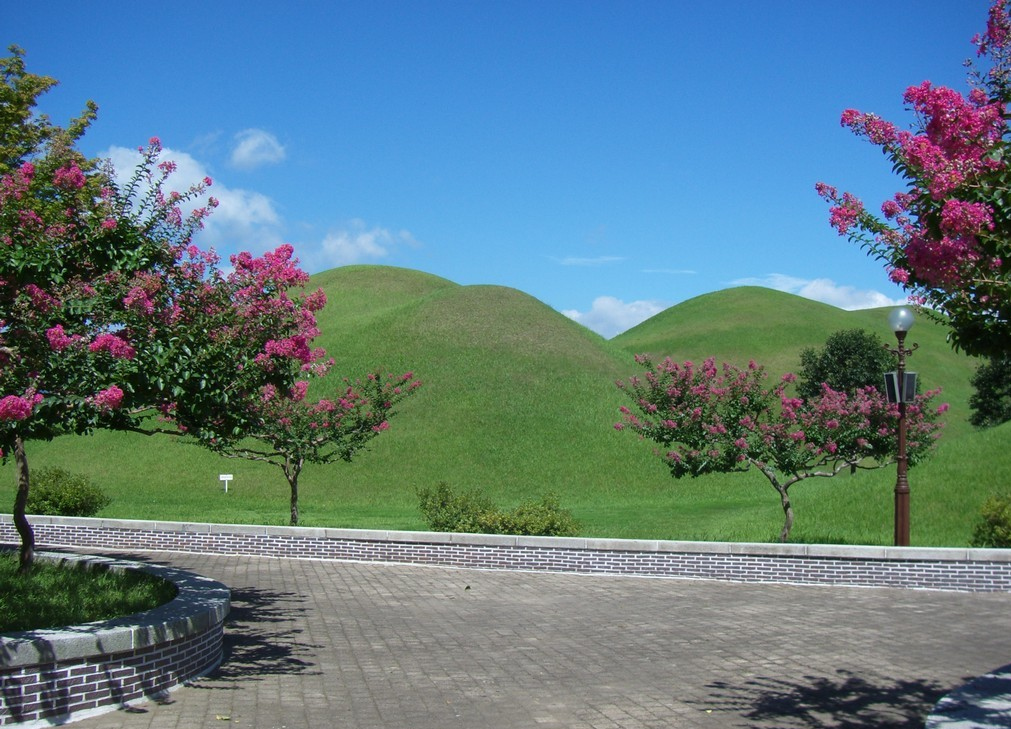
Khu di tích lịch sử Gyeongju.

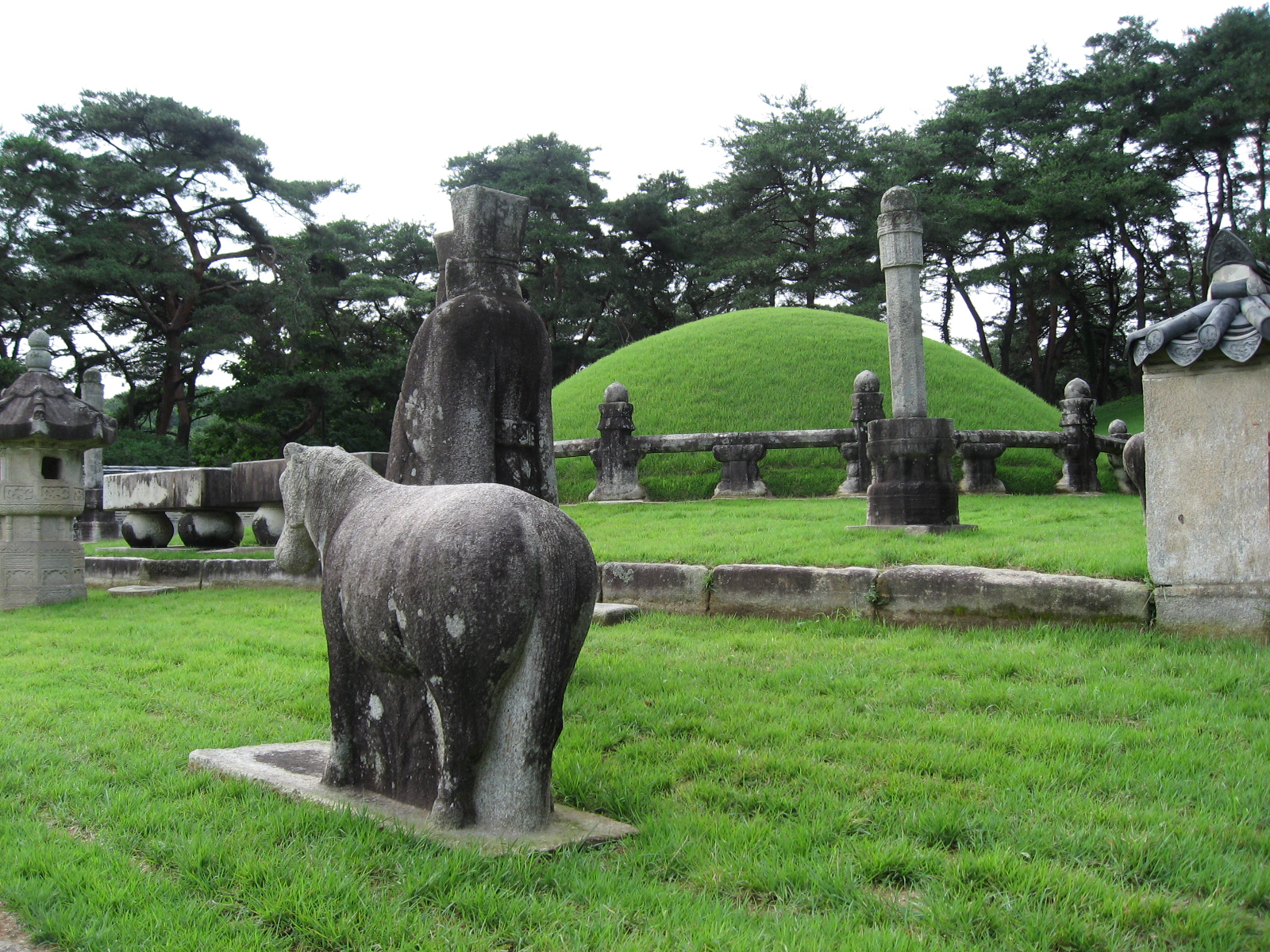
Mộ của vua Sejong thời Đại Joseon.

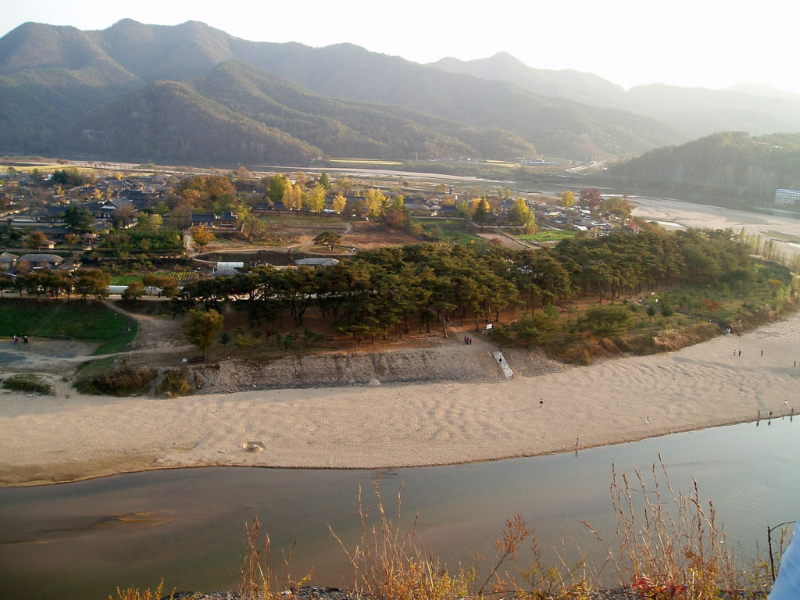
Làng gia tộc Hahoe, Andong, Nam Triều Tiên.

### Di tích lịch sử Gyeongju
Khu di tích lịch sử Gyeongju là nơi lưu đậm dấu tích của nghệ thuật Phật giáo Triều Tiên dưới hình thức những tác phẩm điêu khắc, phù điêu, miếu chùa,... và phần còn lại của những ngôi đền và cung điện trong thời kì rực rỡ nhất của hình thức nghệ thuật Triều Tiên, đặc biệt trong giai đoạn từ thế kỷ thứ 7 đến thứ 10.
Bán đảo Triều Tiên đã trải qua gần 1.000 năm dưới sự cai trị của triều đại Tân La. Quanh gyongju là những địa điểm và di tích mang dấu ấn nổi bật nhất tiểu biểu cho những thành tựu to lớn về văn hóa Hàn Quốc. Những di tích này còn có ý nghĩa vô cùng đặc biệt trong quá trình phát triển Phật giáo và kiến trúc thế tục tại Triều Tiên xưa.

### Khu lăng mộ hoàng gia triều đại nhà Triều Tiên
Khu lăng mộ hoàng gia triều đại nhà Triều Tiên gồm hơn 40 ngôi mộ nằm rải rác trên 18 địa điểm với các ngôi mộ được lựa chọn đặt ở những địa điểm đẹp và tốt nhất. Trải qua 5 thế kỷ xây dựng từ 1408 đến năm 1966, khu lăng mộ thể hiện sự tôn vinh và tưởng nhớ tổ tiên, bày tỏ lòng tôn trọng về những thành tựu mà các bậc chí tôn hoàng gia đã đóng góp cho đất nước, khẳng định quyền lực hoàng gia, bảo vệ linh hồn tổ tiên khỏi quỷ dữ và không cho phép bất kì ai phá hoại.
Cảnh quan quanh khu lăng mộ được xây dựng và thiết kế chặt chẽ theo nguyên tắc phong thủy, nổi bật với kiến trúc quần thể và kiến trúc cảnh quan tinh tế. Tuy đã có một ít thay đổi và xâm hại, nhưng khu lăng mộ vẫn giữ được tính xác thực vốn có.

### Ngôi làng gia tộc Hahoe và Yangdong
Hahoe và Yangdong được xem là hai ngôi làng gia tộc lịch sử mang tính đại diện nhất cho Triều Tiên. Hai ngôi làng nằm ở Đông Nam bán đảo Triều Tiên, được bao bọc bởi núi rừng, đối diện với một con sông và những cánh đồng, chứa đựng nét văn hóa độc đáo của giới quý tộc Nho giáo vào giai đoạn đầu của triều đại nhà Triều Tiên.
Ở những quần thể nhà cổ nổi bật trong hai ngôi làng này, cách bố trí và phong cách xây dựng truyền thống chính là những điểm đặc biệt thể hiện hệ thống xã hội và văn hóa dưới thời nhà Triều Tiên.

### Đảo núi lửa Jeju và hệ thống ống dung nham
Toàn khu di tích rộng 18.864 ha. Trong đó hệ thống ống dung nham Geomunoreum được xem là hệ thống hang động đẹp nhất thế giới, vòm và nền hang được trang hoàng màu sắc rực rỡ với đá cacbonat. Núi đá túp tròn Seongsan Illchulbong có hình dạng một pháo đài vươn khỏi mặt biển. Núi Halla là ngọn núi cao nhất Hàn Quốc với nhiều thác nước và miệng núi lửa nay đã trở thành hồ chứa nước. Di tích này ghi nhận những đặc tính và quá trình hình thành, phát triển của hành tinh.

## Hình ảnh

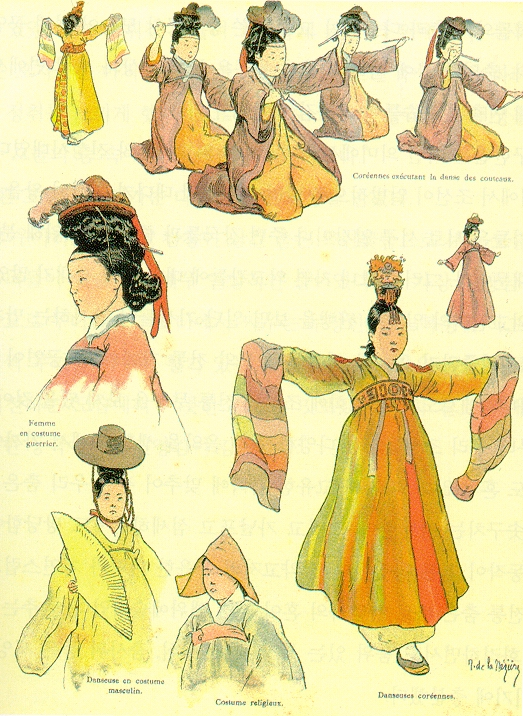
Bức họa một số trang phục truyền thống Triều Tiên 1903.
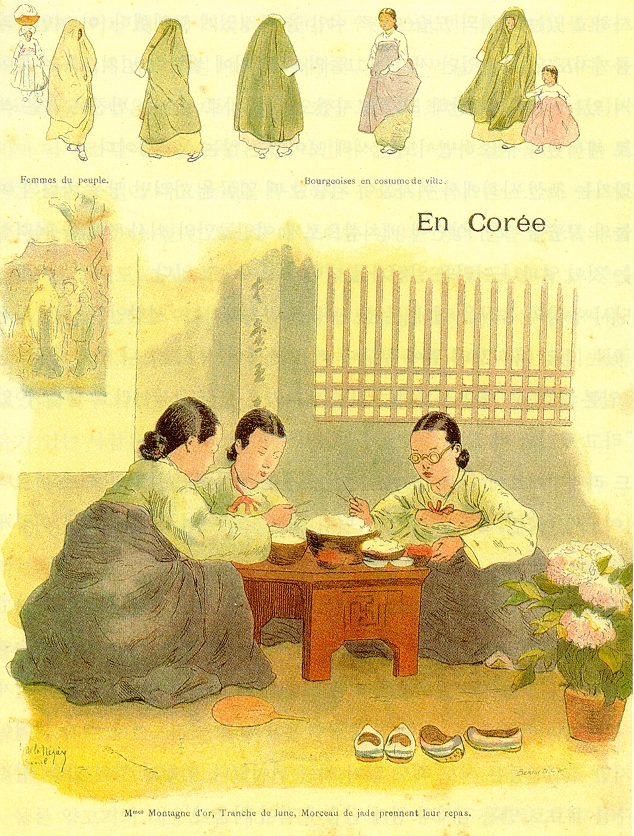
Bức họa về lối sống của người phụ nữ Triều Tiên 1903.
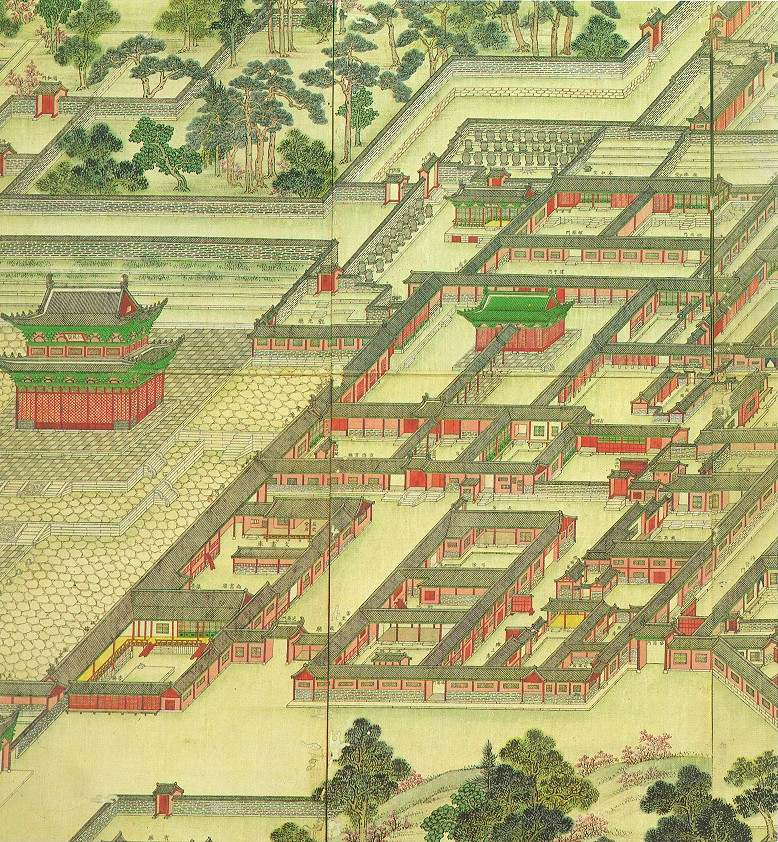
Nhà cửa khu vực kinh đô trong bộ ảnh Donggwoldo thời nhà Triều Tiên.
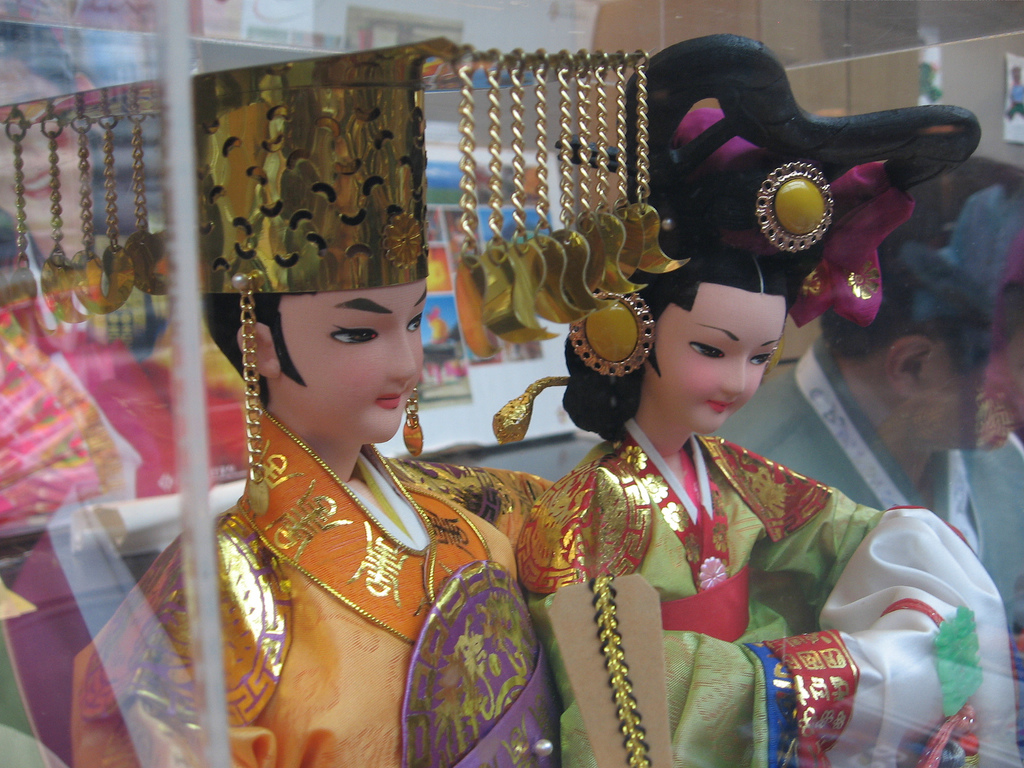
Búp bê lễ cưới cung đình Triều Tiên.
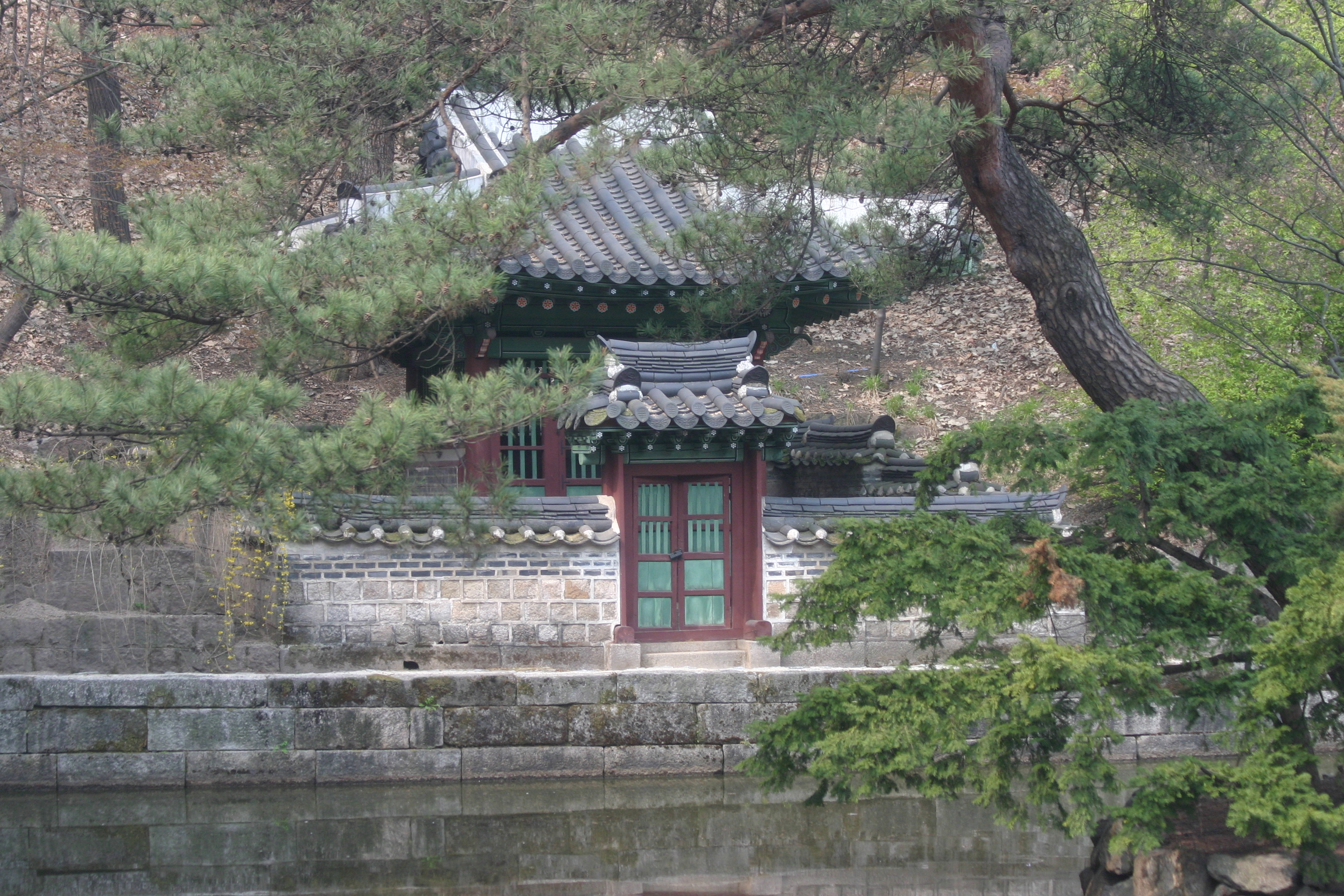
Kiến trúc phong thủy Triều Tiên với nhà quay lưng vào đồi và có hồ nước ở trước.
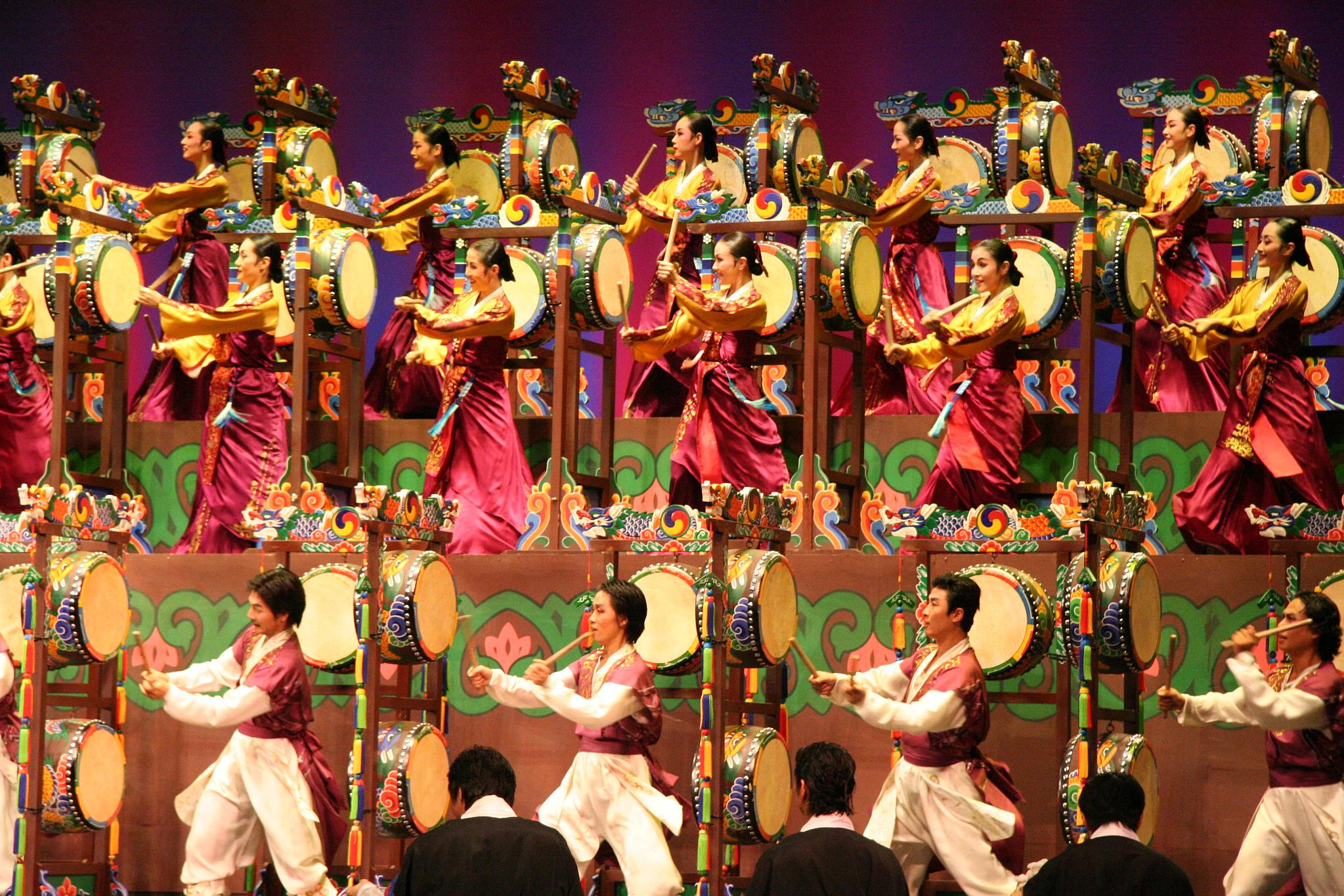
Biểu diễn ca múa trong trang phục truyền thống.